# ラジオ深夜便のコーナー一覧
ラジオ深夜便のコーナー一覧（ラジオしんやびんのコーナーいちらん）は、NHKのラジオ第1放送・FMラジオ放送・ラジオ国際放送で放送されている深夜放送番組内で行われているコーナーを示している。なお曜日は基本的に午前5時を基点とした放送上の曜日で記しており、午前0時をまたぐコーナーはそれぞれ実際には翌日の曜日であることを留意されたい。

## ニュース
各時間帯の毎正時（00分）にニュースを放送。平日深夜はニューヨーク市場の為替と株価も伝える。
- 23時のニュースは、NHKジャーナル終了後の22時55分より地域の放送局からのニュース・気象情報を5分間放送し、23時より全国のニュースを放送する[1]。土日やNHKジャーナルが休止となる祝日は、22時55分から地域の放送局からのニュース・気象情報を5分間放送し 、23時から全国のニュースを5分間放送する[2]。
- 0時のニュースは10分程度放送し、スポーツニュースも伝える。
- 1時、2時、3時、4時のニュースは5分程度放送する。（2015年3月まで1時台は10分間の放送だった）

年末年始（12月31日深夜の一部は除く）だけは放送時間が短縮される。
開始当初、0時から3時のニュースを国際放送のNHKワールド・ラジオ日本向けに独自製作されていたニュースを同時放送していた（0時台と2時台は英語ニュースで開始前にアンカーから主な項目を日本語で伝え、1時台と3時台は日本語ニュースを放送。）。4時台はアンカー（地方発をのぞく）が担当した。後に日本語ニュースのみとなり、『深夜便』定時放送開始以降、国際放送独自制作のニュース番組の同時放送は終了となり、ラジオセンターのニューススタジオからの放送となる。
特別編成の際は放送時間が変更されることがある。深夜便が正時に始まる場合はアンカーによる挨拶の後、ニュース担当アナウンサーへ引き継ぐ場合もあったが、2011年12月31日付け（2012年1月1日未明）と、2012年4月以後、時報のあと最初にニュースを放送し、オープニングへ移る。
- ニュースの担当は、2014年度の7月ごろから、午前0-2時までは23時からの定時ニュースを担当した宿直アナウンサー、3・4時は放送日付上の当日（実際日付では前日。以下同）18時50分・23時10分（土・日・祝23時05分）・深夜便後の放送日付上の翌日（実際日付では当日。以下同）8時55分の関東甲信越地方のニュースと21時と深夜便後の8時(平日のみすっぴん!に内包)のニュースを担当する、主に嘱託・OBアナウンサーが担当している。
  - 2013年度まで平日0時 - 2時のニュースの担当者は放送日付上の当日（実際日付では前日。以下同）午後6時50分・11時10分・深夜便後の放送日付上の翌日（実際日付では当日。以下同）午前8時55分の関東甲信越地方のニュースと午後9時と深夜便後の午前8時のニュースを兼務し、一部の担当者はそれに加えてラジオ第2で午後5時から放送する株式市況（土曜・日曜・祝祭日と年末年始は株式市況が休止となる代わりとしてラジオ第1で20時55分から放送の「全国の天気・交通情報」）を担当をすることもあった。
  - 2014年4-6月ごろは、気象通報の放送が夕方の1回だけとなったことや、株式市況放送の全面的な自動音声採用に伴う、宿直担当アナウンサーの深夜シフトの見直しの一環として、23時のニュース担当のアナウンサーがそのまま午前4時まで通して担当していた。
  - なお、この担当者は曜日ごとに固定されており、深夜便のアンカー[3] もその週に担当していない場合にニュースを読み上げる場合があった。
  - また3時・4時のニュースは22時と9時10分の気象通報の担当アナウンサーが務めていた。
- FM放送でもニュースを放送するが、深夜便枠内でのニュース放送は1996年4月からラジオ第1休止日のみに試験的に放送された後、1998年4月1日深夜（4月2日未明）の放送から定時化された。このため事実上放送日付上の最終便は早朝4時からのもの。
- またニュースとは別に0時台後半に「日本列島今日の動き」というコーナーがある。

## 天気概況
放送時間は時報の鳴る前、57分頃に放送。
- 0時前は天気概況に併せてアンカーによる翌日の日の出の時刻の紹介。2010年3月までは日本気象協会からの解説があり、担当者とアンカーによるやりとりがあった。

日の出の時刻の紹介で流れるBGMはローレンス・ファン・ルーエンの『Imaginary Landscapes（幻想の情景）』。
2012・13年度については土曜・日曜日分は23時台が廃止になったため、日の出の時刻発表は1時前に天気概況の後放送するが、BGMは原則なし。
- 1時前には天気概況と世界の天気。

世界の天気で流れるBGMはスウィート・ピープルの『Santorin』。
- 2時前と3時前は天気概況のみ
- 4時前は天気概況に加えて全国主要都市の天気も放送。
- エンディングの5時前には放送しない。

天気概況はアンカーが読み上げる。世界の天気では予想気温を「最低気温・最高気温」の順に伝えるが、最初の1箇所で「最低気温○○度、最高気温××度」と伝えた後、それ以降は最低気温・最高気温の順で、「○○度・××度」だけにとどまる。
- 日本の都市別の天気予報・日の出時刻の紹介は以下の11都市。
札幌・仙台・東京・名古屋・金沢・大阪・広島・松江・松山・福岡・那覇（午前4時前の天気予報には釧路・秋田・高知・鹿児島を加えた全国15都市になる）
- 世界の天気については以下の15都市。
ソウル・北京・香港・シドニー・シンガポール・ニューデリー・ローマ・パリ・モスクワ・ベルリン・ロンドン・ニューヨーク・ロサンゼルス・リオデジャネイロ・東京
- なお、地方発深夜便では上記都市の他に、担当する放送局所在都市の天気予報・日の出時刻を紹介する場合がある。その場合、通常発表される最後の都市の次（日本全国の天気・日の出時刻発表の時は那覇、世界の天気発表の時は東京のそれぞれ次）に読み上げられる。関西発では世界の天気の最後に大阪の天気も伝えていたが、2012年にアンカーが交代してからは大阪の天気のアナウンスはしなくなった。
- 0時の時報前に国際放送では次の日本語放送の周波数の案内があり、1時の時報前には放送休止や減力放送の案内がある。これにより、放送途中で終了する場合がある。
- 世界の天気は2010年3月9日深夜から4月26日深夜まで、日本気象協会から送られるデータに不具合が見つかったため、原因が明らかになるまでコーナーを一時休止した。

## 23時台

### 日本列島くらしのたより
1997年度から始まり、金曜日の関西発は23時台の、日曜日、月曜日、火曜日は0時台のそれぞれオープニングコーナーとして放送されている。
毎日全国各地のレポーターが日替わりで登場し、季節の話題や各レポーターの近況をレポートしている。関西2府4県については金曜日の関西発ラジオ深夜便で取り上げ、他の4日間は関西以外の各地からのレポートが放送される。担当者は原則として2年間単位で担当し、最初の1年を終えると担当曜日が入れ替わる仕組となっている。
プロ野球中継が大幅に延長された場合、休止となる場合がある。

### ないとエッセー
1992年頃開始。かつて放送された『人生読本』と同じように各界著名人のこれまでの人生論、あるいはその人が持つこだわりについて毎日10分程度論弁する。このコーナーのジングルには、由紀さおりの「心の家路」の前奏部分が使われている。
東京発は1週間を通して4話完結（関西発が始まる以前は5話完結だった時期もある）大阪発は1か月を通して放送、3話完結（但し編成により4話完結となる作品もある）。1995年度から始まった関西発深夜便立ち上げ当初は「ビジネス夜話」として、ビジネスに特化した内容を扱った時期もあった。番組開始当初は23時台のオープニングを飾っていたが、吉川英治名作選が終了した1997年から前述「日本列島くらしのたより」の次に順番が変わった。

### ごはんの知恵袋
2017年度より、第4月曜日から始まる週に限り、ないとエッセーを休止して、料理研究家や管理栄養士らが月替わりでパーソナリティーを担当し、食と健康にまつわるトピックを4日間連続で話すコーナーを設けた。

### ミッドナイトトーク
2009年度から放送するトーク企画。毎月第1月曜日からその週の木曜日まで（2017年度からは第1土曜日も）に放送される。番組の23時台と24時台中盤にかけて放送（途中ニュースを挟む）。但し、カレンダーの曜日配置の関係で前月末の最終月曜日から放送される場合もある
1つのテーマを1ヶ月ごとの交代、または2ヶ月間連続で取り上げ、合計8人の各界の論客が日替わりでアンカーと生放送（出演者の都合により事前収録になる場合もある）で評論を展開する。なお、放送後はインターネットラジオでも1ヶ月程度配信される。コメンテーターは原則として任期2年であるが、出演者の都合などで途中交代する場合もある。
この放送がある週は「日本列島くらしのたより」「ないとエッセー」「ワールドネットワーク」と午前0時台中盤の日替わりコーナー、「オトナのリクエストアワー」に代わって2018年度から新コーナーとなる「深夜便ビギナーズ」は休止となる。
コメンテーター
| 2009・2010年度 | 2009・2010年度                                                                                                  | 2009・2010年度       |
| 担当曜日       | 偶数月 | 奇数月               |
| -------------- | --- | -------------------- |
| 月曜日         | 立松和平（作家。2009年4月から12月の偶数月担当） →ねじめ正一（作家。立松氏の死去に伴い、2010年4月から1年間担当） | 阿木燿子（作詞家）   |
| 火曜日         | 吉永みち子（作家）                                                                                              | 山本一力（作家）     |
| 水曜日         | 田部井淳子（登山家）                                                                                            | 田渕久美子（脚本家） |
| 木曜日         | 大林宣彦（映画作家）                                                                                            | 小椋佳（歌手）       |

| 2011・2012年度 | 2011・2012年度                                             | 2011・2012年度                                                                                                | 2011・2012年度 |
| 担当曜日       | 偶数月                                                     | 奇数月 |                |
| -------------- | ---------------------------------------------------------- | --- | -------------- |
| 月曜日         | 秋元康（作詞家） →石田衣良（作家・2012年4月より）          | 阿川佐和子（エッセイスト） →檀ふみ（女優・2012年5月より） /柳家さん喬（落語家・2013年3月のみ登場）            |                |
| 火曜日         | 落合恵子（作家） /金原亭馬生（落語家・2012年10月のみ登場） | 加山雄三（歌手・俳優）                                                                                        |                |
| 水曜日         | 谷村新司（音楽家）                                         | 湯川れい子（音楽評論家）                                                                                      |                |
| 木曜日         | 城戸真亜子（画家）                                         | ロバート・キャンベル（東京大学教授） /神田紅（講談師・2011年9月にロバート氏が体調不良により欠席した時に出演） |                |

| 2013・2014年度 | 2013・2014年度                 | 2013・2014年度                                                                |
| 担当曜日       | 偶数月                         | 奇数月                                                                        |
| -------------- | ------------------------------ | ----------------------------------------------------------------------------- |
| 月曜日         | 舞の海秀平（NHK大相撲解説者）  | 大沢在昌（作家） →日比野克彦（アーティスト・東京芸術大学教授・2014年5月より） |
| 火曜日         | 宇崎竜童（音楽家）             | 益子直美（スポーツコメンテーター）                                            |
| 水曜日         | グッチ裕三（エンターテイナー） | 田中優子（法政大学教授）                                                      |
| 木曜日         | 加藤登紀子（歌手）             | 山本容子（版画家）                                                            |

| 2015・2016年度 | 2015・2016年度                                  | 2015・2016年度           |
| 担当曜日       | 偶数月                                          | 奇数月                   |
| -------------- | ----------------------------------------------- | ------------------------ |
| 月曜日         | 千住真理子（バイオリニスト）                    | 堀内孝雄（歌手）         |
| 火曜日         | 金田一秀穂（杏林大学教授）                      | 林真理子（作家）         |
| 水曜日         | 夏川りみ（歌手） →室井滋（女優・2016年4月より） | 春風亭昇太（落語家）     |
| 木曜日         | 中村雅俊（俳優・歌手）                          | 山口香（筑波大学准教授） |

| 2017・2018年度 | 2017・2018年度             | 2017・2018年度                     |
| 担当曜日       | 偶数月                     | 奇数月                             |
| -------------- | -------------------------- | ---------------------------------- |
| 月曜日         | 小林幸子（演歌歌手）       | タケカワユキヒデ（ミュージシャン） |
| 火曜日         | 桃月庵白酒（落語家）       | 六角精児（俳優）                   |
| 水曜日         | 室井滋（2016年度から続投） | 篠田節子（作家）                   |
| 木曜日         | 榎木孝明（俳優）           | 穂村弘（詩人）                     |
| 土曜日         | 渡辺徹（俳優）             | 渡辺徹（俳優）                     |

| 2019・2020年度 | 2019・2020年度                                                  | 2019・2020年度                           |
| 担当曜日       | 偶数月                                                          | 奇数月                                   |
| -------------- | --------------------------------------------------------------- | ---------------------------------------- |
| 月曜日         | 山田邦子（タレント）                                            | 市毛良枝（女優）                         |
| 火曜日         | 岡田武史（FC今治オーナー） →為末大（元陸上選手・2020年4月より） | 春風亭一之輔（落語家）                   |
| 水曜日         | 平野啓一郎（小説家）                                            | ジュディ・オング（歌手・女優・木版画家） |
| 木曜日         | 辰巳琢郎（俳優）                                                | 岸本葉子（エッセイスト）                 |
| 土曜日         | 平松愛理（シンガーソングライター）                              | 渡辺徹（2017年度から続投）               |

| 2021・2022年度 | 2021・2022年度                                                     | 2021・2022年度                                                                                         |
| 担当曜日       | 偶数月                                                             | 奇数月                                                                                                 |
| -------------- | ------------------------------------------------------------------ | --- |
| 月曜日         | 仲道郁代（ピアニスト）                                             | 錦織健（声楽家）                                                                                       |
| 火曜日         | 柳家喬太郎（落語家）                                               | 為末大（2020年度から続投 2021年度） →やましたひでこ（断捨離提唱者・クラター・コンサルタント 2022年度） |
| 水曜日         | 栗原はるみ（料理研究家 2021年度） →為末大（2022年度 担当曜日移動） | 岩崎宏美（歌手）                                                                                       |
| 木曜日         | 石坂浩二（俳優）                                                   | 酒井順子（エッセイスト）                                                                               |
| 土曜日         | 宮本亜門（演出家）                                                 | 竹下景子（俳優）                                                                                       |

| 2023・2024年度 | 2023・2024年度           | 2023・2024年度                                                            |
| 担当曜日       | 偶数月                   | 奇数月                                                                    |
| -------------- | ------------------------ | ------------------------------------------------------------------------- |
| 月曜日         | 小山実稚恵（ピアニスト） | 尾木直樹（教育評論家）                                                    |
| 火曜日         | 林家正蔵（落語家）       | やましたひでこ（2022年度から続投 2023年度） →二木てるみ（俳優・2024年度） |
| 水曜日         | 神田紅（講談師）         | 井上順（俳優）                                                            |
| 木曜日         | 高橋英樹（俳優）         | 小山薫堂（放送作家・脚本家）                                              |
| 土曜日         | 夏木マリ（俳優・歌手）   | 岡崎朋美（スピードスケート元日本代表）                                    |

| 2025・2026年度 | 2025・2026年度                     | 2025・2026年度                   |
| 担当曜日       | 偶数月                             | 奇数月                           |
| -------------- | ---------------------------------- | -------------------------------- |
| 月曜日         | 平野紗矢香（卓球元日本代表）       | 宮崎美子（俳優）                 |
| 火曜日         | 東儀秀樹（雅楽師）                 | 生島淳（スポーツジャーナリスト） |
| 水曜日         | 山崎ハコ（シンガーソングライター） | 大石静（脚本家）                 |
| 木曜日         | 万城目学（小説家）                 | 二木てるみ（2024年度から続投）   |
| 土曜日         | 松重豊（俳優）                     | 柳家さん喬（噺家）               |

テーマ
2009年度
- 4・5月 - 「ラジオと私」
- 6月 - 「私の好きな日本の風景」
- 7月 - 「私の”青春”と今伝えたいこと」
- 8月 - 「胸にしまった夏の思い出」
- 9月 - 「私のお気に入り」
- 10月 - 「読書の秋、私の1冊」
- 11月 - 「忘れられない出会い」
- 12月 - 「私の2009年」
- 2010年1月 - 「2010年、私が期待すること」
- 2・3月 - 「今だから伝えたい私の言葉」

2010年度
- 4・5月 - 「わたしが大切にしている命と絆」
- 6月 - 「親を語る」
- 7月 - 「新たなる自分への挑戦」
- 8月 - 「私の交遊録」
- 9月 - 「忘れられない旅」
- 10月 - 「わたしのグルメ考」
- 11月 - 「自分らしさ」
- 12・（2011年）1月 - 「わたしの"ニッポン"再発見」
- 2・3月 - 「わたしの思い出の名画」

2011年度
- 4・5月 - 「ラジオと私」（コメンテーター総入れ替え）
- 6・7月 - 「忘れられない出会い」
- 8・9月 - 「私の好きな日本の風景」
- 10・11月 - 「読書の秋、私の一冊」
- 12・（2012年）1月 - 「親を語る」
- 2・3月 - 「私の至福の時」

2012年度
- 4・5月 - 「私の新人時代」（月曜日のコメンテーターの入れ替え）
- 6・7月 - 「私の思い出の映画」
- 9月 - 「旅・私のお気に入りスポット」（8月はロンドン五輪のため、休止）
- 10・11月 - 「私のグルメ考」
- 12・（2013年）1月 - 「私の友人・仲間たち」
- 2・3月 - 「今、伝えたい言葉」

2013年度
- 4・5月 - 「出会いと愛」（コメンテーター総入れ替え）
- 6・7月 - 「私の好きな"歌"」
- 8・9月 - 「私の好きな日本の風景」
- 10・11月 - 「読書の秋、私の一冊」
- 12・（2014年）1月 - 「親を語る」
- 2・3月 - 「私の至福の時」

2014年度
- 4・5月 - 「私の新人時代」（奇数月月曜日のコメンテーターの入れ替え）
- 6・7月 - 「私の思い出の映画&TV」
- 8・9月 - 「私のお気に入りスポット」
- 10・11月 - 「私のグルメ考〜好きなもの嫌いなもの」
- 12・（2015年）1月 - 「私の友人・仲間たち」
- 2・3月 - 「今伝えたい&好きな言葉」

2015年度
- 4・5月 - 「人生を変えた出会い」（コメンテーター総入れ替え）
- 6・7月 - 「私の好きな"歌"」
- 8・9月 - 「私の好きな風景」
- 10・11月 - 「読書の秋、私の一冊」
- 12・（2016年）1月 - 「私の子ども時代」
- 2・3月 - 「私の至福の時」

2016年度
- 4・5月 - 「ラジオと私」（偶数月水曜日のコメンテーターの入れ替え）
- 6・7月 - 「私の宝物」
- 8・9月 - 「私の熱中時間」
- 10・11月 - 「食欲の秋、私の一品」
- 12・（2017年）1月 - 「思い出の映画とテレビ」
- 2・3月 - 「深夜便とわたし」

2017年度
- 4・5月 - 「わたしの新人時代」（室井を除くコメンテーター総入れ替え）
- 6・7月 - 「夏が来れば思い出す」

2018年度
- 4・5月 - 「春眠、暁を・・・」
- 6・7月 - 「スッキリしたい!」
- 8・9月 - 「わたしの"ホット"話」
- 10・11月 - 「秋　実りのとき」
- 12・（2019年）1月 - 「わたしの友人・仲間たち」
- 2・3月 - 「平成の今　伝えたいこと」

2019年度
- 4・5月 - 「わたしの新人時代／新時代に思うこと」（渡辺を除くコメンテーター総入れ替え）
- 6・7月 - 「すっきりしたい」
- 8・9月 - 「わたしの"ホット"話」
- 10・11月 - 「食欲の秋、私のおススメ」
- 12・（2020年）1月 - 「わたしの友人・仲間たち」
- 2・3月 - 「贈る言葉　伝えたい言葉」

2020年度
- 4・5月 - 「私の30年/ラジオと私」
- 6・7月 - 「うちで楽しむ」
- 8・9月 - 「そろそろ旅してみたい」
- 10・11月 - 「秋の夜長どう過ごす?」
- 12・（2021年）1月 - 「ゆく年くる年」
- 2・3月 - 「出会いと別れ」

2021年度
- 4・5月 - 「新たなスタート」（為末を除くコメンテーター総入れ替え）
- 6・7月 - 「忘れ物、探し物」
- 8・9月 - 「夏の思い出」
- 10・11月 - 「乗り物」
- 12・（2022年）1月 - 「あったか～い話」
- 2・3月 - 「私の宝物」

2022年度
- 4・5月 - 「新発見!」
- 6・7月 - 「ピンチ!」
- 8・9月 - 「タイムマシン!」
- 10・11月 - 「私の秋は、○○の秋」
- 12・（2023年）1月 - 「書きたい・書きたくない」
- 2・3月 - 「だからこそ」

2023年度
- 4・5月 - 「お初」（やましたを除くコメンテーター総入れ替え）
- 6・7月 - 「成長・進化」
- 8・9月 - 「会話」
- 10・11月 - 「眠れない夜」
- 12・（2024年）1月 - 「ゆく年くる年」
- 2・3月 - 「私の好きな言葉」

2024年度
- 4・5月 - 「おしゃれ」
- 6・7月 - 「あつくなりました」
- 8・9月 - 「リラックス」
- 10・11月 - 「いい味」
- 12・（2025年）1月 - 「ワクワクする・した」
- 2・3月 - 「ラジオと深夜便と私」

2025年度
- 4・5月 - 「新年度」
- 6・7月 - 「時間」

### オトナのリクエストアワー
2014年度から土曜日23・0時台に放送。これまで深夜便では「地方発」を除き、原則としてリスナーからのリクエストの楽曲を放送することはしなかったが、2013年度に数回日中に放送した「ラジオ音楽便」でリクエスト曲を募集した。この反響にこたえる形で、2014年度から毎週リクエストコーナーを設ける。2か月ごとにテーマを定め、歌手・音楽家をゲストパーソナリティに迎えてそのテーマに沿った楽曲をリスナーから募集（リクエスト投稿は葉書・番組ホームページ内のメールフォーム限定で受付）する。
テーマ
2014年度
- 4月・5月　初めて買ったレコード
- 6月・7月　大切な人に贈りたい曲
- 8月・9月　遠い記憶をたどって
- 10月・11月　深まる秋に
- 12月・（2015年）1月　それぞれの冬物語[14]
- 2月・3月　ラジオで聴いたあの曲を[15]

2015年度
- 4月・5月　新たなページを彩る曲
- 6月・7月　夏に聴きたい曲
- 8月・9月　休日に聴きたい曲
- 10月・11月　秋の夜長に
- 12月・（2016年）1月　心に残る冬の物語[16]
- 2月・3月　会いたい人に贈る曲

2016年度
- 4月・5月　人生の転機になった曲
- 6月・7月　眠れない夜に聴きたい曲
- 8月・9月　夏から秋へ 移りゆく季節に
- 10月・11月　あなたの旅物語
- 12月・（2017年）1月　冬の夜 心温まる物語[17]
- 2月・3月　春に向けて聴きたい曲

2017年度
- 4月・5月　新たなるページを開く曲
- 6月・7月　風を感じる あの歌この曲
- 8月・9月　過ぎ去りし日 思い出の曲

ゲストパーソナリティ（主なもの）
- 吉元由美
- 奥田佳通
- 白鳥英美子
- 世良公則
- Yucca
- 松井五郎
- 野口五郎
- ミッキー吉野
- 阿木燿子
- クミコ
- グッチ裕三
- 八代亜紀
- 中村由利子
- マーティ・フリードマン

### ないとガイド
当初は土曜日23時台だったが、宇田川清江の曜日変更に伴って2005年度から日曜日に移動。2006年4月から12月までは随時、0時台にハイビジョンテレビ（現・BSプレミアム）「眠れないあなたへ ラジオ深夜便から」と同時放送されていた。
以後、年度により深夜便の開始時間が23:40または0時となる場合、0時台に放送する。
第1週から第5週までそれぞれに特集するジャンルを定め、そのテーマにまつわる様々な話題・薀蓄を紹介する。第5週は第5週がある月のみ放送する。
- 第1週「待ち合わせは映画館で」　青柳秀侑（あおやぎ・ひですけ。映画評論家、フリーアナウンサー=元文化放送） - 近日上映される映画の中から毎回3本程度取り上げて作品の粗筋、見所を語る
- 第2週（2016年度より）「酒で綴るにっぽんの旅」 吉田類（俳人・イラストレーター）
- 第3週（2010年度より）「書評・わたしのお勧めブックス」　松田哲夫（編集者） - 毎月文芸書を3冊程度取り上げて、その一部分の朗読を交えて見所を紹介すると共に、当月の文芸界のトピックスも届ける
- 第4週（2010年度より）「スポーツいちおし」　山本浩（法政大学教授、スポーツ評論家、元NHKアナウンサー）、または木ノ原旬望（スポーツライター）、松瀬学（スポーツライター）、小林信也（同左） - 当初は、山本1名だけだったが、2013年から木ノ原との交代制。2014年からさらに松瀬を加え3人、2015年からはさらに小林も含め4人の交代制となった。
- 第5週（2014年度より）「旬の味・旬の食材」 土井善晴（料理家）

#### 過去の案内人
- 第2週（2009-13年度まで）「名画・名曲・名せりふ」　大杉正明（清泉女子大学教授、英語学者） - 映画やドラマ、音楽などに登場する英語の名せりふについて、大杉なりの薀蓄を交えた楽しい解説で紹介する
- 第3週（2008年度まで）「ラジオ歳時記」 鷹羽狩行（たかはしゅぎょう、俳人）
- 第3週（2009年度）「俳句たのしく」 中原道夫（俳人）
- 第4週（2005-09年度まで） 「自然に親しむ」　みなみらんぼう（歌手、2005年度より2009年度まで）、浜田久美子（作家、2008・2009年度）、内山節（哲学者、2005年度より2007年度まで） - ゲストは隔月で出演。
- 偶数週（2008年度まで）「読書で豊かに」 - 週替わり。
- 第5週（2009年度まで）「スポーツ見どころ聞きどころ」　西田善夫（スポーツアナリスト、元NHKアナウンサー）
- 第5週（2010-13年度）→第2週（2014-15年度）「星空みあげて」　縣秀彦（あがた・ひでひこ。国立天文台准教授） - 季節の星座の見方・楽しみ方を紹介する

### 過去のコーナー

#### 女優が語る私の人生
2009年度から3年間放送したインタビューコーナー。2010年の終戦65周年を前に、戦前・戦後初期から活躍する女優がゲストとして登場し、これまでの人生経験や女優経験などを大いに語ってもらう。
原則として毎月第1土曜日の23時台と0時台の中盤にかけて放送（途中ニュースを挟む）。また当該月の放送は毎月第2・3日曜深夜の1時台に前・後編に分けて再放送する。なお、放送後はインターネットラジオでも（これも前・後編に分けて）1ヶ月程度配信した。2013年にNHKサービスセンターより「ステラムック・ラジオ深夜便 女優が語る私の人生」と題して書籍になった。
聞き手は迎康子アンカー（回によって石澤典夫アンカー）。
ゲスト
2009年度
- 4月 - 山本富士子
- 5月 - 池内淳子
- 6月 - 香川京子
- 7月 - 有馬稲子
- 8月 - 淡島千景
- 9月 - 倍賞千恵子
- 10月 - 吉行和子
- 11月 - 若尾文子
- 12月 - 森光子
- （2010年）1月 - 富司純子
- 2月 - 岡田茉莉子
- 3月 - このタイトルでの放送は休止したが、「吉永小百合のインタビュースペシャル」（2010年1月30日・1月31日深夜放送を再編集　聞き手・加賀美幸子）を放送した。

2010年度
- 4月 - 渡辺美佐子（ここからコーナー名を「女優が語る私の人生」に変更。）
- 5月 - 真野響子（シリーズ初の戦後生まれ）
- 6月 - 大竹しのぶ
- 7月 - 石原まき子（=北原三枝）
- 8月 - 野際陽子（元NHKアナウンサー）
- 9月 - 奈良岡朋子
- 10月 - 鳳蘭
- 11月 - 草笛光子
- 12月 - 山本陽子
- （2011年）1月 - 竹下景子
- 2月 - 水谷八重子
- 3月 - 左時枝

2011年度
- 4月 - 岩下志麻
- 5月 - 松坂慶子
- 6月 - 木の実ナナ
- 7月 - 佐久間良子
- 8月 - 松原智恵子
- 9月 - 藤村志保
- 10月 - 加賀まりこ
- 11月 - 檀ふみ
- 12月 - 朝丘雪路
- （2012年）1月 - 名取裕子
- 2月 - 高橋惠子
- 3月 - 十朱幸代

## 午前0時台

### ワールドネットワーク
0時台最初に放送する海外情報コーナー。1992年に定時放送（4月から）になったのに伴ってスタートした。2005年3月28日深夜=29日未明からは番組の大幅改編に伴い、0時台後半（0:30前後）から放送となり、また土曜日=日曜未明の放送がなくなり、代って日曜日=月曜未明の放送が始まったが、2006年4月以後は月曜から金曜深夜（火曜日から土曜日未明）の0:10頃 - 0:30頃に再変更された。また月曜日未明0:30頃 - 0:50頃にも放送しているが、2011年4月から日曜の放送が23:40からとなるため、前述「ないとガイド」と枠を入れ替えて、日曜日最初のコーナーとして放送された。2012年度・2013年度は日曜日がwktkラヂオ学園開始に伴う編成の関係で0時スタートとなったため、平日だけとなったが、2014年度は同番組の放送時間短縮に伴って、日曜日(月曜日未明)の放送が復活した。
世界各地に在住する日本人ジャーナリストらが毎日日替わりでレポーターを務め、その国の最新情報や海外から見た日本についての話題も取り上げている。

金曜日の関西発深夜便では「アジアリポート」というタイトルでアジアに特化し、アジアから2つのエリア（・2名のリポート）からレポートが行われるが、使われるジングルも放送内容は月 - 木と同じである。

#### レポーター

##### アジア
- 大韓民国・ソウル→チェジュ - 坂野慎治（日本語教師） 水曜日→火曜日（2018年3月27日の放送をもって、15年間のリポートを降板）

※金曜日（関西発）のアジアリポートは週によって出演者が異なる。2名がレポートを行う。

##### ヨーロッパ
- イタリア・シエナ - 大矢アキオ（コラムニスト）水曜日
- イギリス・ロンドン→コルチェスター - 黒川育子（ジャーナリスト・エッセイスト） 木曜日
- アイルランド・ブレイ - オブライエン和恵 水曜日
- ドイツ・トゥッツィング（ドイツ語版） - レナー順子 木曜日 （番組内では地名が「ツッチング」と発音されることもある）
- スウェーデン・ストックホルム - デューク雪子 火曜日
- フランス・パリ - 浅野素女 火曜日
- ポーランド・ワルシャワ - 岡崎恒夫（ワルシャワ大学教授） 金曜日
- ロシア・モスクワ - 安藤真理 火曜日

##### 南北アメリカ
- アメリカ合衆国・ワシントン - 山崎一民（ジャーナリスト） 火曜日
- 同上・ロサンゼルス - 二見文子
- ブラジル・サンパウロ - 渡辺美枝ラウラ 日曜日
- 同上 - 竹内香苗 水曜日[23]
- カナダ・モントリオール - 關陽子 水曜日
- アルゼンチン・ブエノスアイレス - 大木康嗣 月曜日

##### アフリカ
- エジプト・カイロ - 中野眞由美 木曜日
- ケニア・ナイロビ - 市橋さら 火曜日

###### 過去のレポーター
- オーストラリア・メルボルン - 杉本良夫（ラ・トローブ大学教授） 木曜日
- ドイツ・ケルン - 遠藤ふき子（当時ドイチェ・ヴェレアナウンサーとして赴任していた　1995年よりスタジオアンカーとなる）
- オランダ・アウトホルン - 平田曜子 日曜日
- フランス・パリ - 八木祐厘 月曜日
- メキシコ・メキシコシティ - 黒沼百合子（ヴァイオリニスト） 不定期
- 韓国・ソウル - 二日市壮→深野正一→細川忠増　月曜日

### 日替わりコーナー
2005年度より日替わりコーナーとなった。2006年度までは「マーケットレポート」含めて2つのコーナーを放送。

#### 2005-2006年度
この2年間は、月曜から木曜まで2つの企画を放送、「列島きょうの動き」が短縮された。
- 月曜深夜　「藤沢周平作品朗読シリーズ」（朗読・松平定知）、マーケットレポート[24]
- 火曜深夜　健康百話[25]、趣味を極める
- 水曜深夜　健康の達人、大人の旅ガイド
- 木曜深夜　暮らしワンポイント[26]「ミッドナイトクッキング」（浜田ひろみ）「夫婦・中高年の家事」（第2週:沖幸子、第4週:阿部絢子）、マーケットレポート
- 土曜深夜　村田幸子の老いを豊かに[27]

#### 2007年度-2015年度
月曜日
- 「藤沢周平作品朗読シリーズ」（2011年度まで/朗読・松平定知）
- 「自然を楽しむ」（2012年度-2015年度）[28]
  - 第2週　佐々木洋の「街なかの自然観察」
  - 第3週　稲垣栄洋の「雑草のふしぎ」
  - 第4週　田部井淳子の「山歩きの楽しみ」
  - 第5週　テーマ不定

火曜日
- 健康百話（2005年度-2008年度）
- 暮らしすこやか（2009・2010年度） - 介護・福祉の最新情報[29]　特に村田幸子、大田仁史が準レギュラー的に出演していた
- にっぽんを味わう（2011-13年度） - 第2週は山川静夫の歌舞伎、第3週は土井善晴の和食、第4週は中村羊一郎の日本茶、それぞれのテーマにまつわる日本古来の伝統文化についての解説コラム[30]。第5週（ある月）は「日本の街を味わう」と題し、城下町や歴史に彩られた町を探訪する
- 名作の読み方（2014年度-2015年度）[31]

取り上げた作品と解説者
1. （2014年4月）　「源氏物語　作者：紫式部」（阿刀田高　作家）
2. （2014年5月）　「レ・ミゼラブル　作者：ヴィクトル・ユーゴー」（鹿島茂　明治大学教授）
3. （2014年6月）　「にごりえ　作者：樋口一葉」（小池昌代　作家・詩人）
4. （2014年7月）　「ピノッキオの冒険　作者：カルロ・コッローディ」（大岡玲　作家・東京経済大学教授）
5. （2014年8月）　「指輪物語　作者：J・R・R・トールキン」（上橋菜穂子　作家・川村学園女子大学特任教授）
6. （2014年9月）　「平家物語　作者：未詳」（林望　作家・国文学者）
7. （2014年10月）　「神曲　作者：ダンテ・アリギエーリ」（阿刀田高　作家）
8. （2014年11月）　「パンセ　作者：ブレーズ・パスカル」（鹿島茂　明治大学教授）
9. （2014年12月）　「たけくらべ　作者：樋口一葉」（小池昌代　作家・詩人）
10. （2015年1月）　「南総里見八犬伝　作者：曲亭馬琴」（大岡玲　作家・東京経済大学教授）
11. （2015年2月）　「枕草子　作者：清少納言」（林望　作家・国文学者）
12. （2015年3月）　「赤毛のアン　作者：L・M・モンゴメリ」（松本侑子　作家・翻訳家）
13. （2015年4月）　「短編小説の楽しみ」（阿刀田高　作家）
14. （2015年5月）　「ペール・ゴリオ　作者：オノレ・ド・バルザック」（鹿島茂　明治大学教授・フランス文学者）
15. （2015年6月）　「銀河鉄道の夜　作者：宮沢賢治、冥途　作者：内田百閒、あやとりの記　作者：石牟礼道子」（小池昌代　作家・詩人）
16. （2015年7月）　「ダシール・ハメットの作品から」（大岡玲　作家・東京経済大学教授）
17. （2015年8月）　「太宰治の自伝的小説」（松本侑子　作家・翻訳家）
18. （2015年9月）　「ロシア文学の楽しみ」（工藤正廣　ロシア文学者・北海道大学名誉教授）
19. （2015年10月）　「土佐日記　作者：紀貫之」（林望　作家・国文学者）
20. （2015年11月）　「ギリシャ神話を読む」（阿刀田隆　作家）
21. （2015年12月）　「寓話　作者：ジャン・ド・ラ・フォンテーヌ」（鹿島茂　明治大学教授）
22. （2016年1月）　「抱擁家族　作者：小島信夫」（小池昌代 作家・詩人）
23. （2016年2月）　「半七捕物帳　作者：岡本綺堂」（大岡玲 作家・東京経済大学教授）
24. （2016年3月）　「風姿花伝　作者：世阿弥」（林望　作家・国文学者）

水曜日
- 大人の旅ガイド - 毎週、様々なテーマに沿った旅の風情の紹介。（2015年度まで）[33]
  - 第2週　宮村一夫の「鉄道の旅」
  - 第3週　森由美の「やきものの里を歩く」
  - 第4週　向笠千恵子の「おいしい旅」
  - 第5週　下川裕治の「ゆったりアジアの旅」（2015年度より）
  - 石谷一成の「とっておき!海外旅行」（2013年度まで、第5週のある月）、進士五十八の「名園散歩」（2013年度までは第2週、2014年度までは第5週のある月）

木曜日
- 村田幸子の老いを豊かに（2008年度まで）
- 春夏秋冬味めぐり（2009・2010年度） - 田崎真也、平松洋子、東理夫が月替わりで担当し、その季節に沿った食材についてのコラム・料理法を紹介する）[34]
- くらしの中のことば（2011年度‐2015年度）

日曜日
- オトナの教養講座（2016年以降は火曜日に移動）[35]
  - 第1週　歴史（山本博文）
  - 第2週　英語（大杉正明）
  - 第3週　論語（安岡定子）
  - 第4週　美術（結城昌子）
  - 第5週　地理（今尾恵介）

#### 2016年度
日曜日
2016年度から日曜日の0時台は全編を通して週替わり企画となった。
- 第1週　「芸の道・輝き続けて」（詳細は後述参照）
- 第2週　「奥田佳道の”クラシック”の遺伝子」（2014年度6月より2016年3月までは1時台　2016年4月以後0時台に繰り上げ）
  - クラシック音楽の魅力について、奥田とアシスタントの森田美由紀が語る[36]。
- 第3週　「五木寛之の聴き語り昭和の名曲」（2015年度まで第3週土曜深夜3時台　詳細は後述参照　アシスタント・村上里和）
- 第4週　「季刊深夜便」（1時台も）
  - 「ときめき☆相聞歌」（小島ゆかり）、「春風亭昇太のレコード道楽」、「金田一家の事件簿」（金田一秀穂）または「にっぽんの音」のローテーション
- 第5週があるときは列島インタビューアンコール他

月曜日
- オトナの教養講座（2016年度-）
  - 第2週　歴史（山本博文）
  - 第3週　英語（大杉正明）
  - 第4週　哲学（野矢茂樹）
  - 第5週　論語（安岡定子）

火曜日
- 深夜便ぶんか部（2016年度-）[37]
  - 第2週  大野裕明の「望遠鏡のかなたに」
  - 第3週  結城昌子の「美術館に行きませんか?」
  - 第4週  宮田太郎の「いにしえの道を訪ねて」
  - 第5週  小島ゆかりの「トキメキ☆相聞歌」

水曜日
- 旅の達人（2016年度-）[38]
  - 第2週  大内征の「低い山を目指せ!」
  - 第3週  宮村一夫の「全国鉄道紀行」
  - 第4週  向笠千恵子の「美味探求」
  - 第5週  下川裕治の「のんびりアジアの旅」

木曜日
- わたし終いの極意（終活について著名人が考えることを、毎月1人のゲストを迎えて遠田恵子がインタビューする）[39]
  - 2016年度
    - 4月　樋口恵子
    - 5月　阿部絢子
    - 6月　斉藤一郎
    - 7月　奥野滋子
    - 8月　樋口恵子（アンコール）
これとは別に8月23・24日深夜に特集編を放送。（第1回　「大切な人に学ぶ終い方」、第2回　「わたしらしい終い方とは」）
    - 9月　柴田博
    - 10月　室井摩耶子
    - 11月　宮林幸江
    - 12月　佐伯チズ
    - 1月(2017年)　阿部絢子（アンコール）

##### くらしの中のことば
毎週週代わりで最近流行している言葉とその用法などについて、国語学の専門家がわかりやすく解説する。土曜日で開始。2005年度より日曜日、2011年度より木曜日で放送。2016年3月終了
- 柴田実（NHK放送文化研究所主任研究員、かつてはアナウンサーとして在籍していた。主に第1週）
- 一柳みどり（雑誌編集者 放送では触れないが自由国民社発行「現代用語の基礎知識」を担当。主に第2週）
- 高田斉（気象予報士・主に4週）
以下は不定期出演
- 紀平正幸（ファイナンシャル・プランナー）
- 山田昌弘（東京学芸大学教授）
- 関口博之（NHK解説委員）

##### マーケットリポート
2000年度に登場した経済ニュースコーナーで、「ビジネス展望」の深夜版。午前0時台中頃に放送。ニューヨーク在住の日系金融機関の現地法人スタッフと電話でつなぎ、アメリカの経済最新事情のコラムと現在の市況の動向を放送。2005年からは月曜深夜と木曜深夜のみの放送。2008年3月に終了。
- 月曜　国際金融アナリスト・大井幸子
- 火曜　大和総合研究所アメリカ・スタッフ（大和証券グループ）
- 水曜　信金中央金庫ニューヨーク駐在スタッフ
- 木曜　UFJ銀行ニューヨーク支店スタッフ

### その他の過去のコーナー

#### オトナの生き方
土曜日0時台 - 1時台にかけて放送されるロングインタビュー。このコーナーの源流は2004年度まで日曜の同時間に放送されていた「サンデートーク」で、このときはアンカー+ゲスト2名の3名による座談形式のもので、最近の文化、世相、嗜好などについて評論を行うものだったが、2005年に「輝け!熟年・サタデートーク」とタイトルを改めた上で土曜日に移動
。その後「人生わたし流」を経て2012年4月から現題名に。各界著名人の人生観や、こだわりなどについてアンカーと対談する番組となった。
なお2011年度までは土曜日23時台・0時台だったが、wktkラヂオ学園放送に伴う編成の関係で2012年度は土曜深夜0・1時台の放送に繰り下げとなった。2013年度で終了。形式上は、柴田アンカー（7月以後は村上（里）アンカー）が担当する第2週か第4週火曜日深夜1時からの特集「生き方わたし流」に移設。
ゲスト
2012年度
- 4月 - 林家正蔵・後藤正治・サンディー・吉松隆
- 5月 - 井上堯之・小野リサ・若草恵・ウェイウェイ・ウー
- 6月 - 瞳みのる・近藤芳正・coba・三浦しをん
- 7月 - いっこく堂・池本元光・大沢在昌・吉幾三・小野リサ（アンコール）
- 8月 - 南伸坊・三浦しをん（アンコール）・森昌子・阿部直美・阿部了（2人で出演）
- 9月 - 伊勢正三・森健・長谷川きよし・串田和美・世良公則
- 10月 - 金原亭世之介・小川糸・高橋尚子・マイク・モラスキー
- 11月 - 春雨や落雷・内海桂子・荒木とよひさ・三舩優子
- 12月 - 松任谷正隆・木野花・鷲津名都江・三宅一生・世良公則（アンコール）
- 1月 - 前田歌子・天童荒太・村上弘明・加古隆
- 2月 - 流山児祥・米沢富美子・松井五郎・村上龍
- 3月 - 財津和夫・伊東豊雄・田口壮・三宅一生（アンコール）・鷲津名都江（アンコール）

2013年度
- 4月 - 関口均・加藤友朗・大野裕之・三遊亭竜楽
- 5月 - 長嶺ヤス子・岡野雄一・神野美伽・梁英姫
- 6月 - ミッキー・カーチス・平田満・アントニオ古賀・葉室麟・日比野克彦
- 7月 - 安海賢・鈴木敏夫・藤村靖之・正司歌江
- 8月 - 山田純大・岡野雄一（アンコール）・大野裕之（アンコール）・山口恵以子
- 9月 - ドン小西・渡辺香津美・木皿泉・甲斐よしひろ・荒井良二
- 10月 - 大日向雅美・冨田勲・石森史郎・半藤一利
- 11月 - 小山実稚恵・伊藤礼・関口圭子・高山なおみ
- 12月 - 和泉雅子・広瀬光治・ミッキー吉野・今見利隆、今見久美子(2人で出演)・柏木博
- 1月 - 春風亭小朝・三遊亭円丈・上田勝彦(水産庁職員)・野口五郎
- 2月 - 毒蝮三太夫・鹿島茂・大友良英
- 3月 - 万城目学・新沼謙治・立木義浩・末井昭・水森亜土

## 午前1時台の特集
午前1時台は月の中旬を中心にした「アンカーコーナー」のほか、各種インタビューや特別企画などの特集コーナーとして放送されている。

### アンカーコーナー
月曜から木曜の深夜（時間上それぞれ翌日未明）の1時台に放送される。各アンカーが企画した内容を月1回、主にその月の中旬に放送する。なお8月と12月、翌年3月はそれぞれ特別編成の都合で新作は原則放送せずに、過去のアンコールに充てている（例外として、この期間でも新作を流すコーナーもある。特にアンカーの交代があった場合やコーナーの変更がある場合は回数が浅いことから、この期間でも新作を流す場合がある）。

#### 放送中のアンカーコーナー一覧
奇数週、偶数週の順で掲載。主として奇数週担当者は毎月第3週、偶数週担当者は第2週（カレンダー配置によっては第4週）の担当曜日に放送される。
月曜深夜
- 大沼ひろみアンカー - 「認知症カフェ」（認知症の最新予防法や、認知症との向き合い方を専門家をゲストに迎えて解説してもらう）[44]2017年度より第1月曜日放送
- 遠藤ふき子アンカー - 「母を語る」（各界の著名人の母親にスポットライトをあて、母と子の絆を語る）[45]2017年度より第5月曜日放送
- 宮川泰夫アンカー - 「のど自慢旅日記」（宮川がのど自慢の出演で旅した全国各地のエピソードを改めて実際に旅をしながら伝える）（2013年度までは水曜深夜）

火曜深夜
- 須磨佳津江アンカー - 「花が好き! 自然が好き!」（ガーデニング愛好家に花・緑に対する思いを語ってもらう）[47]
- 柴田祐規子アンカー（2014年6月まで）→村上里和アンカー（2014年7月から） - 「生き方わたし流」→「人生のみちしるべ」（2017年改題）（2013年度まで土曜に放送していたロングインタビュー「オトナの生き方」をアンカーコーナーとしてリニューアルしたもの。各界著名人のライフスタイルを語る）[48]

水曜深夜
- 川野一宇アンカー（2017年3月まで）→芳野潔アンカー（2017年4月から） - 「歴史に親しむ」（日本史に秘められた様々なエピソードを専門家の解説でわかりやすく解き明かす）[49]
- 石澤典夫アンカー - 「わたしのアート交友録」（過去に日曜美術館司会を務めるなど、絵画・美術に造詣の深い石澤氏と親交のあるアーティストにインタビューをする）[50]（2013年度までは火曜深夜）スピンオフ番組として『ラジオ深夜便『わたしのアート交友録』プレゼンツ・アートドラマ美女と巨匠』を祝日を中心に不定期的に放送している。

木曜深夜
- 迎康子アンカー - 「わが心の人」（近代の世界を築いた偉人に感銘を覚えた各界の著名人が、その偉人の生き様や思いを大いに語る）[51]
- 桜井洋子アンカー - 「舌の記憶～あの時あの味」（ゲストの食にまつわる思い出から、半生や人生観に迫る）[52]

土曜深夜
- 後藤繁栄アンカー - 「おいしい仕事人」（おいしい料理を作る舞台裏で支えるフードコーディネーターや管理栄養士などへのインタビュー）2017年度より第3ないしは第4土曜日放送
- 森田美由紀アンカー - 「わたしの"がむしゃら"時代」（各界の著名人が無名時代の体験談と、そこから成功へ導くまでの道のりを語る。2013年度は月曜深夜だったが、2014年度以後は第4土曜深夜に固定して放送）2018年度より第4ないしは第5日曜日4時台（通常日の「明日へのことば」枠）で放送

日曜深夜
- 徳田章アンカー - 「芸の道、輝き続けて」（徳田が深夜便に復帰した2016年4月から開始。第1日曜日固定。この企画だけ0時台に放送。歌手・音楽、話芸など様々な芸能の分野で活躍するベテランにその芸の魅力を語ってもらう）[53]
- 工藤三郎アンカー - 「2020に託すもの」（2020年東京オリンピック・パラリンピックに向けて、スポーツ界で活躍する様々な関係者にインタビューし、2020年の五輪成功へ向けて、またそれ以後の日本のスポーツ界に対しての提言を行う）

2017年度より第2日曜日4時台（通常日の「明日へのことば」枠）で放送

##### 私の"がむしゃら"時代
2013年4月から、森田が担当する週（基本第2月曜深夜）に行われるインタビューシリーズ。各界の著名人が無名時代の体験談と、そこから成功へ導くまでの道のりを語る。森田が2014年度が土曜日担当となったため、第4土曜日深夜に移動して継続する。
2013年度
- 4月 - 毛利衛（日本科学未来館館長/宇宙飛行士）
- 5月 - 小林研一郎（指揮者）
- 6月 - 井上陽水（シンガーソングライター）
- 7月 - 毛利衛（4月放送分のアンコール）
- 8月 - 久本雅美（俳優/タレント）
- 9月 - 小松原庸子（スペイン舞踊家）
- 10月 - 林望（作家）
- 11月 - 中島誠之助（古美術鑑定家）
- 12月 - 小林研一郎（5月放送分のアンコール）
- 1月(2014年) - 千住真理子（バイオリニスト）
- 2月 - 尾車親方（大相撲親方）
- 3月 - 尾車親方（2月放送分のアンコール[56]）

2014年度
- 4月 - 春風亭昇太（落語家）
- 5月 - アンミカ（モデル/タレント）
- 6月 - 馬渕明子（国立西洋美術館館長/美術史家）
- 7月 - 竹下景子（俳優）
- 8月 - 小椋佳（シンガーソングライター）
- 9月 - 春風亭昇太（4月放送分のアンコール）
- 10月 - 夏木マリ（俳優/歌手）
- 12月 - 宮本亜門（演出家[57]）
- 同上 - 矢野顕子（シンガーソングライター）
- 1月(2015年) - ISILによる日本人拘束事件関連のニュースのため休止
- 2月 - ピーコ（ファッション評論家/タレント）
- 3月 - 宮本亜門（12月放送のアンコール）

2015年度
- 4月 - ピーター・バラカン（ブロードキャスター）
- 5月 - 高木康政（パティシエ）
- 6月 - 松坂慶子（俳優）
- 7月 - 八代亜紀（歌手）
- 8月 - 高木康政（5月放送のアンコール）
- 9月 - 坂田おさむ（元歌のお兄さん）
- 10月 - 江守徹（俳優）
- 11月 - 中村征夫（水中写真家）
- 12月 - さかなクン（東京海洋大学名誉博士）
- 1月(2016年) - マーティ・フリードマン（ギタリスト）
- 2月 - 中村征夫（2015年11月のアンコール）
- 3月 - 小日向文世（俳優）

2016年度
- 4月 - 秋沢志篤（人材育成会社社長・元am/pmジャパン社長）
- 5月 - 草笛光子（俳優）
- 6月 - 橘芳慧（日本舞踊三代目家元・所作指導）
- 7月 - 成毛眞（元マイクロソフト社長・書評サイト代表）
- 8月 - 小日向文世（3月放送のアンコール）
- 9月 - Coba（アコーディオニスト・作曲家）
- 10月 - 室伏広治（アテネオリンピック男子ハンマー投金メダリスト）
- 11月 - 池上彰（ジャーナリスト・元NHK記者）
- 12月 - Coba（9月放送のアンコール）
- 1月(2017年) - 岩合光昭（動物写真家）

##### 生き方わたし流
2013年度まで土曜深夜に毎週放送されていた「人生私流→オトナの生き方」をアンカーコーナーとして2014年度から火曜深夜に移設・リニューアルしたものである。
2014年度
- 4月 - クミコ（シャンソン歌手）
- 5月 - マロン（料理家・フード・スタイリスト）
- 6月 - 桜庭一樹（作家・小説家　ここまで聞き手は柴田が担当）
- 7月 - 八木倫明（ケーナ奏者　ここから聞き手は村上が担当）
- 8月 - 杣田美野里（写真家・エッセイスト）
- 9月 - 寒川一（防災&アウトドア企画・代表）
- 10月 - 高橋正実（アート・デザイナー）
- 11月 - 佐藤洋一郎（農学博士・京都産業大学教授）
- 12月 - あらひろこ（カンテレ奏者）
- 1月(2015年) - 佐々涼子（ノンフィクションライター）
- 2月 - 宇梶剛士（俳優）
- 3月 - 東日本大震災4周年の特番を盛岡から放送されたため休止

2015年度
- 4月・5月 - 佐藤愛子（作家）
- 6月 - 大内征（アウトドアプロデューサー）
- 7月 - 佐竹直子（記者・ノンフィクション作家）
- 8月 - 大内征（6月放送のアンコール）
- 9月 - 佐竹直子（7月放送のアンコール）
- 10月 - 中村由利子（作曲家・ピアニスト）
- 11月 - 志村真介（ダイアログ・イン・ザ・ダーク・ジャパン代表）
- 12月・1月(2016年) - 佐伯泰英（作家・写真家）
- 2月 - 長谷川ゆき（塩竈市「うみべの文庫」代表）
- 3月 - 志村真介（2015年11月のアンコール）

##### 芸の道・輝き続けて
2016年度
- 4月 - 橋幸夫
- 5月 - 由紀さおり
- 6月 - 高橋秀樹
- 7月 - 宮川大助・花子
- 8月 - オール巨人
- 9月 - 大月みやこ
- 10月 - 小井戸秀宅
- 11月 - ペギー葉山
- 12月 - 坂本冬美
- 1月(2017年) - 石川さゆり

#### 過去に放送された主なアンカーコーナー
- 室町澄子元アンカー - 「人権シリーズ」（現在も毎年12月の人権週間期間中に4 - 5回程度<うち1回は関西発>で人権インタビューシリーズを放送している）、「ミッドナイトクッキング」（料理研究家・浜田ひろみと手軽で簡単にできる料理を取り上げた[59]。2005年4月から毎週木曜0時台に移動）、「東京ぶらり旅」（東京の名所・観光スポットを室町アンカーと親友のまちむら研究家・三宅いずお、絵本作家・おのちよらとともに散策した）
- 斉藤（斎藤）季夫元アンカー　「手仕事を受け継ぐ」「三味線12ヶ月」「絵を語る」（絵画に込められた様々な奥深さやエピソードを紹介する）[60]
- 河村陽子元アンカー - 「草木との対話」（植物への造詣・関心の深い人を河村が訪ねてインタビューをしたもの）[61]
- 立子山博恒元アンカー - 「味なサウンド」（食通としても知られた作家・池波正太郎のエッセーを基に毎回ある食材や料理についてのゲストとのトーク）
- 古屋明信元アンカー - 「スポーツ・あの頃あのプレー」（趣旨は松本アンカー「スポーツ名場面の裏側で」とまったく同じ）
- 広瀬修子元アンカー - 「健やかに生きる」（高齢化社会を元気に若々しく生きている方々にインタビューする）
- 古屋和雄元アンカー - 「私の新幸福論」（不況や暗い話題の多い今日に本当の幸福とは何か、そのヒントを各界著名人が話す）[62]
- 宮川泰夫アンカー - 「のど自慢の仲間たち」（宮川が長年担当した「NHKのど自慢」のスタッフ、あるいは歴代の出場者をスタジオに招き、のど自慢との関わりや、出場者にはその後の人生観、またスタッフには彼らの本職について話を聞く）

2005年9月、10月には北島三郎がゲスト出演した。また11、12月には島倉千代子、2006年2月には遠藤実が登場した。
- 国井雅比古元アンカー - 「地域に生きる」（地方の時代に生きる今日のコミュニティー活動にスポットを当てる）
- 水野節彦元アンカー - 「輝いて生きる」（逆境をチャンスに変えて成功に導いた方や身体障害者とのバリアフリーを実践している方を訪ねる　アンカーを降板した2009年10月-2010年3月も放送）[63]
- 葛西聖司元アンカー - 「人間国宝（名人達人）その声、その響き」（主に音楽系を中心とした人間国宝保持者へのインタビュー）
- 伊藤健三元アンカー - 「乗りもの アラカルト」（鉄道など乗り物愛好家である伊藤が、様々な乗り物の魅力について、ゲストのインタビューを含めて熱く語る。実際に路線に乗ってレポートすることもあった。アンカー降板後も2013年10月7-9日と2014年10月6-8日（10月14日の鉄道の日にちなむ）にはじまる、新作と過去のアンコールで構成する特集を放送する）[64]
- 松本一路アンカー - 「スポーツ名場面の裏側で」（かつて古屋明信アナウンサーが担当した「あの頃あのプレー」の続編。スポーツの名勝負に隠されたエピソードを当事者の選手らにインタビューする。2016年よりは不定期に放送される）[65]

#### 関連書籍
遠藤、古屋、須磨、室町、川野各アンカーのアンカーコーナーについては書籍にもなっている。放送で紹介されたインタビューを紙上再録したものが基本であるが、室町アンカーの「東京ブラリ旅」シリーズについては放送での取材資料を基に書き下ろしたものである。
- 遠藤ふき子「母を語る」（NHK出版）
  - NHK出版のものが絶版後、リスナーの反響が多かったためNHKサービスセンター発行の番組機関紙からムック版が発行された
- 古屋和雄「私の新幸福論」（NHK出版）
- 須磨佳津江「心に花を咲かせて」（NHK出版）、「花が好き!自然が好き!」（NHKサービスセンター）
- 室町澄子「トラネコ澄ちゃんがゆく　東京ブラリ旅」（小学館）、「またたびふたたび東京ブラリ旅」（NHK出版）、「ラジオ深夜便料理帖」（NHKサービスセンター　ミッドナイトクッキングの書籍化。浜田ひろみとの共著）
- 川野一宇「歴史に親しむ 特選集」（NHKサービスセンター）　過去放送された番組の中から12のエピソードを厳選して書籍化

### 人ありて、街は生き
- 関西発の1時台後半で、過去は「25時のインタビュー」として放送されていた。
- 関西にゆかりのある著名人、あるいは関西の歴史・文化・郷土に精通した専門家に、関西の魅力を存分に語ってもらう[66]。また、関西圏で絵画・美術展がある場合、随時アンカーがその会場の展示物について関係者へインタビューしながら紹介する。このコーナーは2012年度から「展覧会への招待」という題名で行われる。
- 不定期で1時間特集となる日もある。

### 連続テレビ小説・大河ドラマテーマ曲をさかのぼる
- 2012年から、中村が担当する関西発（原則第1・3金曜）の1時台後半に放送されている。ここでは連続テレビ小説の主題歌（まれに挿入歌も）について、2012年上半期「梅ちゃん先生」を起点として、過去にさかのぼる形で毎回1-2作品（時間があれば3作品）振り返っていた。
- 2014年5月で連続テレビ小説のすべてのテーマ曲（厳密には「花子とアン」の主題歌は放送されていなかった）を放送し終えたところでこのシリーズはいったん完結。代わって6月からは大河ドラマを2014年度「軍師官兵衛」からやはりさかのぼって主題歌を振り返るシリーズを始める。

### 深夜便 落語100選→話芸100選
2009年4月より毎月最終水・木曜日深夜1時台（放送上は火曜日・水曜日 1時台）、2016年度からは原則として第2日曜深夜にかかる月曜日に放送している落語コーナー。
ラジオ深夜便では長年、「演芸特選」と称して当初は毎週土曜日深夜、後に月初めと月末の火曜・水曜深夜に、また正月3が日には「新春寄席」として、それぞれ古今東西を代表する落語、漫才、浪曲、色物の音源ライブラリー（市販のCDなどより）を紹介するコーナーを放送してきたが、2008年3月まで放送のNHKラジオ第1「ラジオ名人寄席」の音源不正使用の発覚後、2008年9月4日放送分で「演芸特選」が放送終了。
2009年9月29日の放送より「深夜便 落語100選」として放送を開始。「ラジオ深夜便」20年を契機とした新企画として、古典落語を中心としてこの番組のために中堅落語家が演じて改めて撮り下ろした口演を放送する（番組で放送するための録音を年に数回、NHK放送センターのスタジオで公開収録する。落語録音プロデューサーで落語評論家の京須偕充が出演者や演目に関係している）。
単に口演の放送だけにとどめず、その作品のあらすじや背景、登場人物紹介などをベテラン落語家と遠藤ふき子アナウンサーが対談形式で行う。2015年度までは原則として火曜日深夜（水曜未明）が短編を2編、水曜日深夜（木曜未明）は長編「長講一席」を放送（放送回によっては過去に放送されたもの〈同演者の同演目〉を放送をすることもあるが、紹介や解説などでは触れられない〈番組表では過去に放送された紹介はある場合もある〉）。2016年度からは原則月1回となったため、古典作品に加え、新作・創作落語にもスポットを当てる回も設けられている。
番組発で「ラジオ深夜便寄席 〜深夜便落語100選より〜」全10枚セットのCD-BOXが発売されている。
また、正月の「新春寄席」についても、2010年の正月以後は「新春の話芸」と題して、新収録による落語・漫才・浪曲・講談の口演を放送するものとなり、基本的に「落語100選」と同じフォーマット（司会：遠藤ふき子）で行われるようになった。

#### 落語解説者
毎月1名が交替で出演し、コーナー司会の遠藤ふき子アナウンサーと対話する。
- 現在の解説者 - 11代目金原亭馬生、柳家さん喬、桂米助（2012年度 - ）
- 過去の解説者 - 三笑亭夢之助

#### 上方落語を楽しむ
関西発ラジオ深夜便でも「話芸100選」の類似企画「上方落語を楽しむ」のシリーズを、2012年4月より原則として毎月第3金曜深夜（実質的には土曜日の1時台）に放送している。こちらも上方古典落語の作品の背景や落語家のプロフィールを、上方落語作家のくまざわあかね（演芸作家の小佐田定雄の弟子。のちに妻）の解説によって紹介している。金曜日が正月3が日にかかる場合は通常の第3金曜に加え、第1金曜に正月特別放送が行われる（放送される音源は、NHK大阪放送局などが開催・収録放送している「NHK上方落語の会」での収録分よりからの放送。「NHK大阪放送局アーカイブス」より）。

### 世界の音楽と文化
2012年5月深夜から放送を開始したインタビューコーナー。聞き手は同番組でアンカーを務める遠藤ふき子である。
季節ごとに、世界の独自の文化を、その国の音楽とともに紹介する。（時間帯は基本1時台であるが、2時台の場合もある）

#### 取り上げた国
2012年度
- 5月1日 - 音楽と映画の国・ポーランド - 駐日ポーランド大使館の一等書記官が出演。
- 8月3日 - 美食の国・ベルギー - ベルギー政府観光局の局長が出演。
- 11月19日 - 絵画の国・スペイン - 駐日スペイン大使館の文化担当者と、NHKのテレビでスペイン語に2012年上半期の間出演した森口瑤子（エル・グレコ展のサポーターでもある。）が出演。
- 3月7日 - 緑の国・アイルランド - 駐日アイルランド大使館の文化担当者と、アイリッシュネットワークジャパンの担当者が出演。

2013年度
- 5月10日 - ばらの国・ブルガリア - 駐日ブルガリア大使館の広報文化担当と、日本ブルガリア協会の理事が出演。
- 8月2日 - ハートフルな国・クロアチア - クロアチア政府観光局の日本代表と、クロアチア観光タレントのマサボ・イザベル・ナオミが出演。
- 10月4日 - 若いオーケストラの国・ベネズエラ - 駐日ベネズエラ大使の夫人と、エル・システマジャパンの代表者が出演。
- 1月31日 - 雪と氷の国・ロシア - 駐日ポーランド大使館のスタッフと、バス歌手・岸本力が出演。

### 女優が演じる日本の名作
2013年6月から放送を開始したシリーズ企画で、主に第1・2週の土曜深夜1時台（2013年度は第1・2日曜）に放送される。日本を代表する文芸作家が作った小説や戯曲などを数か月かけて1作品取り上げ、日本を代表する女優が朗読する。またこの作品の背景や実際に朗読した女優の感想を、アンカーがインタビューを行う。

#### 放送作品
2013年度
- 6月・7月　「花影の花」（原作・平岩弓枝、朗読・水谷八重子、インタビュー・川野一宇）
- 8月・9月　「燃えよ剣」（原作・司馬遼太郎、朗読・十朱幸代、インタビュー・川野一宇）
- 10月・11月　「黒い雨」（原作・井伏鱒二、朗読・奈良岡朋子、インタビュー・川野一宇）
- 12月・（2014年）1月　「蝉しぐれ」（原作・藤沢周平、朗読・岸惠子、インタビュー・川野一宇）[73]

※ここまでが4回シリーズ。（2月・3月はソチオリンピック開催に伴う特別編成の実施に伴い休止）
2014年度
- 4月・5月・6月第1週　「花埋み」（原作・渡辺淳一、朗読・山本陽子、インタビュー・川野一宇）

※ここからは基本5回シリーズ
- 6月第2週・7月・8月　「百物語シリーズから」（朗読・白石加代子、インタビュー・川野一宇）

（放送作品）
1. 「ちょうちんが割れた話・夢枕獏」「おさる日記・和田誠」、「花火・内田百閒」
2. 「干魚と漏電・阿刀田高」（前編）
3. 「同上」（後編）
4. 「晩菊・林芙美子」（前編）
5. 「同上」（後編）

（9月は編成の都合により休止）
- 10月・11月・12月第1週　「紀ノ川」（原作・有吉佐和子、朗読・司葉子、インタビュー・川野一宇）

（12月第2週・2015年1月・2月は「花埋み」の再放送。3月は編成の都合により休止）
2015年度
- 4月・5月・6月・7月第1週　「柳橋物語」（原作・山本周五郎、朗読・長山藍子、インタビュー・川野一宇）

※これのみ7回シリーズ（7月第2週・8月は編成の都合により休止）
- 9月・10月・11月第1週　「愛のエディット」（朗読・松坂慶子、インタビュー・川野一宇）
- 11月第2週・12月・（2016年）1月　「わりなき恋」（原作&朗読・岸惠子、インタビュー・川野一宇）
- 2月・3月　「華岡青洲の妻」（原作・有吉佐和子、朗読・十朱幸代、インタビュー・川野一宇）

### 俳優が演じる世界の名作
上記のシリーズを2016年度からリニューアルし、日本文学だけでなく、海外の名作文学にもスポットを当てることになった。1作品4回シリーズ

#### 放送作品
2016年
- 4月・5月　「夜と霧」（原作・ヴィクトール・フランクル　朗読・井上芳雄）
- 6月・7月　「乳房」（原作・伊集院静　朗読・内野聖陽、波瑠）

（8月はリオデジャネイロオリンピック特別編成で休止）
- 9月・10月　「檀」（原作・沢木耕太郎　朗読・宮本信子、中井貴一）
- 11月・12月　「白い犬とワルツを」（原作・テリー・ケイ　朗読・草笛光子）

### その他の1時台の主要な企画
- 列島インタビュー　主にアンカーコーナーがない場合の平日を中心に放送[74]
- 終戦インタビュー　主に8月15日の終戦の日がある週の月曜 - 金曜深夜（火曜 - 土曜未明）に4-5回程度シリーズ放送
  - 太平洋戦争の現場を実体験した人物や、被災者などの体験談を基に、戦争の恐ろしさと平和についての尊さを後世に伝えていく
  - 2015年は1995年にこのシリーズを開始して20年と、終戦70年の節目に寄せて、8月第1週にこれまでに放送した内容のアンコールを5本、第2週に撮り下ろしの新作5本の合計10本を放送。
  - 2016年はリオオリンピック中継の兼ね合いと、アンカーコーナーの枠確保の観点により1時台ではなく、4時台（「明日への言葉」コーナー相当枠）に繰り下げる。
- 人権インタビュー　主に12月第1週の月曜 - 金曜深夜（火曜 - 土曜未明）に4-5回程度シリーズ放送
  - 人権週間（毎年12月4日-12月10日）、及びその最終日の12月10日に行われる世界人権デーにちなみ、基本的人権を守り、差別・偏見のない社会作りについてどのように取り組んでいるか。病害・薬害被害者、身体障害者との共存共栄に取り組む団体・人物へのインタビュー
  - こちらも2016年度はアンカーコーナーなどの枠確保のため4時台に放送予定

（以上の各コーナーは地方局も制作に参加し、その地方局のアナウンサー・ディレクターがインタビュアーを務めている）
- 中野雄（たけし）のクラシックを楽しむ　原則第5月曜深夜（2013年度までは奇数月第1月曜深夜）
  - 毎回、季節やイベントに関連したクラシック音楽を中野の解説を交えて紹介し、クラシック音楽の奥深さを楽しむ[75]
- 三代目海沼実の歌の世界　原則奇数月第1木曜深夜
  - 音羽ゆりかご会代表者、作詞・作曲家の海沼が、その季節に関連した伝承童謡・唱歌を取り上げる[76]
- 気になる日本語　2015年度より。最初の1年は原則第3日曜深夜→2016年度は第3土曜深夜→2017年度は原則第3月曜深夜。2013・14年度に放送された「知って得する大人の日本語」の続編で、NHK放送文化研究所主任研究員である塩田雄大がコーナーパーソナリティーを務める

期間限定企画
- 大英博物館展連動「モノが語る世界の歴史」
  - 2015年4月5日 - 4月23日と5月10日 - 5月23日のそれぞれ深夜（4月6日 - 24日と5月10日 - 24日のそれぞれ未明）の1:45頃から10分間放送[77]。
  - 同年4月より6月に東京都美術館で開催され、その後全国を巡回する「大英博物館展」で紹介される展示物について、2010年に英国放送協会（BBC）が制作した番組を翻案として、田中麗奈（スペシャルアンカー）の進行により紹介するものである。再放送は翌日（実際の日付では当日）の11:39から11:49と、放送された週の「とっておきラジオ （4月中は日曜日・16:05頃-16:55、5月中の放送未定）」でも放送された。

#### 過去の企画

##### サウンドオアシス
- 2011年度まで放送された関西発（第1・2・3金曜深夜）の1時台前半のコーナー。
- FMとのサイマル放送が始まった1998年4月から数年間は、東京発のものを含め毎日放送されていたが、その後関西発のみとなった。主にヒーリング系（癒し）の音楽を中心としたものを中心に深夜の雰囲気にふさわしい心地よい音楽をかけていた[78]。
- 年に2-3回程度は「特集」として、1時間全体を当てる場合があった。この体裁は、2012年4月以後の関西発・第3金曜深夜2時台のロマンチックコンサートに引き継がれている。

##### 深夜便アーカイブス
2006年度に土曜日朝9時台に『ラジオ深夜便アーカイブス』と題した番組を放送。ここではラジオ深夜便のアンコール放送を行った。
2007年4月より2012年3月まで、毎週土曜日深夜（日曜未明）の1時台に放送（2009年4月以後、第4土曜日は特集ロマンチックコンサートのためなし）。ここでは深夜便のアンコール放送だけでなく、NHKラジオセンターに保存されている音源ソースの中から、懐かしい番組や風景音を再録・再編集して放送する。これまでに三つの歌（1950年代の録音）、とんち教室、人生読本、こころの時代、文化講演会などが放送された。
2018年度からは関西発の第1から第3の金曜日と土曜日、日曜日、地方発を除き、東京発の場合は必ず1時台に放送する事になった。

##### ラジオドラマ・アーカイブス
2008年4月から2010年3月まで毎月1回放送されていた。深夜便編入は2009年度のみ。
NHKアーカイブスに所蔵されているラジオドラマの音源テープの中から、1960年代のものを中心に、社会の断面を切り取った硬派作品や、時代劇・コメディーなど様々なドラマを制作当時のまま放送するほか、そのエピソードや時代の背景なども触れている。
- 進行 - 桜井洋子（2008年度のみ）
- テーマ曲 - ：『見上げてごらん夜の星を』（演奏：水谷川優子（チェロ）、編曲：西澤健一）
- 放送日時 - 2008年度は、第4日曜日23時15分から原則24時。2009年度は、ラジオ深夜便毎月第3土曜日の1時台（NHKワールド・ラジオ日本ではこの時間、NHKのど自慢(再放送)、みんなのうた、海外安全情報に差し替えているため放送されていない）。

##### 日本のあす、わたしの提言
- 2009年度開始、2013年度終了。原則として毎月最終週の火曜未明（月曜深夜[67]）に主に放送される。各界著名人が、混迷する日本の諸問題について鋭く分析し、今後、日本がどの方向に進むべきかを大いに語ってもらう。インタビュアーはラジオセンター所属アナウンサー・ディレクターの村島章恵（むらしま・あきよし）。

##### 時代を創った女たち
2012年度の1年間放送したインタビューコーナー。2011年度まで続けた「女優が語る私の人生」の事実上の続編。ある分野を切り開いてきた女性が、一流になるまでの苦労や仕事への思いを語る。女優以外の分野からのゲストも多数登場する。
放送は原則として毎月第1・2日曜深夜（月曜未明）の1時10分の開始から1時50分ごろ。1時間ずつ前編・後編に分けて放送する。インタビュアーは、奇数月が同番組ディレクターの佐野剛平。偶数月は、同番組アンカーの迎康子。
ゲスト
- 4月 - 辰巳芳子（料理家）
- 5月 - 志村ふくみ（染織家/シリーズ最年長・1924年9月生まれ/出演当時:87歳7ヶ月）
- 6月 - 今井通子（登山家、医学博士）
- 7月 - 中村昌枝（旧姓・河西/1964年東京五輪女子バレーボール主将）
- 8月 - 樋口久子（元プロゴルファー/元日本女子プロゴルフ協会会長（現・日本女子プロゴルフ協会相談役）/シリーズ初の戦後生まれ・1945年10月）
- 9月 - 森下洋子（松山バレエ団団長/プリマバレリーナ/シリーズ最年少・1948年12月生まれ/出演当時:63歳8ヶ月）
- 10月 - 平良とみ（沖縄伝統演劇女優）
- 11月 - 山田満知子（フィギュアスケートコーチ）
- 12月 - 戸田奈津子（映画字幕翻訳家）
- 1月 - 馬場あき子（歌人）
- 2月 - 平岩弓枝（小説家）
- 3月 - 大内順子（ファッション評論家）（最終回）

##### その他
- 天野祐吉の隠居大学

（詳細後述）
- ラジオ深夜便小劇場

中村メイコが座長（主演）を務めるラジオドラマシリーズ。年数回、数日かけて放送。2000年代に放送された。
- 大河ドラマコーナー（2011年度-13年度　毎月1回・原則として最終月曜日＜日曜深夜[67]＞の1時台）
  - 江のツボ〜脚本家・田渕久美子のおススメ!〜 2010年12月より2011年10月

「江〜姫たちの戦国〜」の原作・脚本を手がける田渕久美子がパーソナリティーを務め、翌月に放送される同作品の見どころや、登場人物の解説を自ら紹介した[81]
  - 平清盛のツボ　2011年12月より2012年11月

「平清盛」の時代考証を担当する本郷和人がパーソナリティーを務め、翌月に放送される同作品の見どころや、登場人物の解説を自ら紹介した[82]
  - ここに注目!八重の桜　2012年12月から2013年11月

「八重の桜」の語りを担当する草笛光子が、翌月のこのドラマの見所や、登場人物について放送の中でのナレーションの台詞を一部引用しながら解説する[83]。
- 知って得する「大人の日本語」（2013年度・2014年度　原則第3土曜深夜　2013年度は第3日曜深夜）
  - 杉原満がコーナーパーソナリティーを担当した。最近の話題や暮らしに直結する日本語の言葉、使い方について解説する[84]

## 深夜便のうた
2006年4月から始まったミニコーナー。また、コーナー名は放送された楽曲の総称としても用いられる。楽曲は原則としてこのコーナーのために改めて制作されたものであり、偶数月更新の2か月単位（2017年度までは季節ごとの3か月単位）で入れ替えて放送される。（ヘヴィー・ローテーションの一種である）

### 放送時間
- 午前1時台末尾（NHKラジオ第1とNHK-FMで同時放送）

気象情報（天気概況）の前に放送が行われる。ただし、2009年度からは毎月第1週の23時台と0時台は「ミッドナイトトーク」コーナーの放送があるため、この場合のみ、1時台の気象情報前に放送される。また、2012年度・13年度は毎週土曜・日曜深夜の0時台の分も1時台の放送となった。2006年4月から2018年3月までは2曲放送されていて、午前0時台末尾（NHKラジオ第1のみ）と午前3時台末尾（NHKラジオ第1とNHK-FMで同時放送）にいずれも気象情報（天気概況）の前に行われ、月曜日を基点として1週間交互に時間を替えて放送が行われていた。
楽曲は原則としてフルコーラス放送されるが、時間の都合上、曲の途中で終了、あるいは休止の場合もある。
藤田まことの歌う「夜のララバイ」は、シングルCD発売を記念して、2006年11月いっぱい午前1時台の気象情報前に再放送された他、藤田が死去した直後の2010年2月18日23時50分過ぎにも追悼として放送された。
放送時間割の紹介ではその旨の説明がなされない場合が多いが、遠藤ふき子、柴田祐規子など一部アンカーは午前0時台に「深夜便のうた」が放送される説明をしている。また関西発のアンカーは0時台、3時台ともにあることを説明した上で、その時間に放送される楽曲・歌手も紹介している。
毎年3月（主に週末）には3時台「にっぽんの歌・こころの歌」で当該年度の全作品、および過去に放送されリクエストの多かった作品を取り上げる「特集・深夜便のうた」という企画も行われている。
俗称は『真夜中のみんなのうた』・『ラジオ深夜便版みんなのうた』として位置づけられている。

### 楽曲の一覧
| 2006年度       | 2006年度         | 2006年度       | 2006年度       | 2006年度       | 2006年度                                                                                       |
| 放送 期間      | 曲名             | 作詞           | 作曲           | 歌             | 備考                                                                                           |
| -------------- | ---------------- | -------------- | -------------- | -------------- | ---------------------------------------------------------------------------------------------- |
| 2006年 4-6月   | 檸檬 Lemon       | 加藤登紀子     | 加藤登紀子     | 加藤登紀子     | アルバム『プライム・セレクション』（2006年1月18日発売）に収録。                                |
| 2006年 4-6月   | 夜のララバイ     | 五木寛之       | 弦哲也         | 藤田まこと     | リスナーからの要望で、2006年11月22日、同名シングルCDが発売。                                   |
| 2006年 7-9月   | 道程（みちのり） | みなみらんぼう | みなみらんぼう | みなみらんぼう | 2006年7月26日、同名シングルCDが発売。                                                          |
| 2006年 7-9月   | 船旅             | 小椋佳         | 小椋佳         | 小椋佳         | アルバム『未熟の晩鐘』（2006年8月30日発売）と同タイトルのライブDVD（同年6月27日発売）に収録。  |
| 2006年 10-12月 | 向日葵の影       | さだまさし     | さだまさし     | さだまさし     | アルバム『美しき日本の面影』（2006年9月13日発売）に収録。                                      |
| 2006年 10-12月 | 明日への扉       | 白鳥英美子     | 中村由利子     | 白鳥英美子     | シングル『旅立ちの日に』（トワ・エ・モワ名義で2006年11月22日発売）のカップリング曲として収録。 |
| 2007年 1-3月   | 冬の旅           | 五木寛之       | 小六禮次郎     | 倍賞千恵子     | アルバム『冬の旅』（2007年6月27日発売）に収録。                                                |
| 2007年 1-3月   | 恋はるか         | 喜多條忠       | 南こうせつ     | 南こうせつ     | 2007年3月7日、同名シングルCDが発売。                                                           |

| 2007年度       | 2007年度                   | 2007年度   | 2007年度              | 2007年度             | 2007年度                                                                                               |
| 放送 期間      | 曲名                       | 作詞       | 作曲                  | 歌                   | 備考                                                                                                   |
| -------------- | -------------------------- | ---------- | --------------------- | -------------------- | --- |
| 2007年 4-6月   | 遥かな町                   | なぎら健壱 | なぎら健壱            | なぎら健壱           | 2007年5月23日、同名シングルCDが発売。                                                                  |
| 2007年 4-6月   | ふるさとの山に向ひて       | 石川啄木   | 新井満                | 新井満               | 2007年3月28日、同名シングルCDが発売。後に本楽曲が収録されたCDブックと写真詩集も発売された。            |
| 2007年 7-9月   | 折紙人生                   | 小林旭     | 小林旭                | 小林旭               | 2007年9月5日、同名シングルCDが発売。小林が歌手デビュー50周年を機に創設した新レーベルからの第一弾CD曲。 |
| 2007年 7-9月   | 夏にさようなら             | 小松久     | 小松久                | 伊東ゆかり           | アルバム『プレミアム・ベスト〜60カラットの愛の歌〜』（2007年12月19日発売）に収録。                     |
| 2007年 10-12月 | しあわせのカノン 〜第2章〜 | 山川啓介   | ヨハン・ パッヘルベル | 由紀さおり           | 「パッヘルベルのカノン」に詩を載せた作品。編曲は坂田晃一。2007年10月10日、同名シングルCDが発売。       |
| 2007年 10-12月 | 唐街雨情                   | 湯淺隆     | 湯淺隆                | グラシェラ・スサーナ | 2007年10月17日、同名シングルCDが発売。                                                                 |
| 2008年 1-3月   | 松島春秋                   | 南佳啓一   | さとう宗幸            | さとう宗幸           | 2008年1月9日、同名シングルCDが発売。                                                                   |
| 2008年 1-3月   | オアシス                   | 阿木燿子   | 宇崎竜童              | いしだあゆみ         | |

| 2008年度       | 2008年度               | 2008年度     | 2008年度   | 2008年度        | 2008年度 |
| 放送 期間      | 曲名                   | 作詞         | 作曲       | 歌              | 備考 |
| -------------- | ---------------------- | ------------ | ---------- | --------------- | --- |
| 2008年 4-6月   | マイ・ラブ・アゲイン   | 高畠じゅん子 | 中川博之   | 里見浩太朗      | 編曲は蔦将包。シングル『稲むらの火 -濱口悟陵小傳より-／マイ・ラブ・アゲイン』（2008年4月9日発売）のカップリング曲として収録。 |
| 2008年 4-6月   | 約束は心の中に         | 荒木とよひさ | 馬飼野俊一 | チェリッシュ    | 2008年4月23日、同名シングルCDが発売。                                                                                         |
| 2008年 7-9月   | 最後のタンゴ           | 伊達歩       | 竹内まりや | 竹内まりや      | 編曲は服部克久。シングル『縁の糸』（2008年11月26日発売）のカップリング曲として収録。                                          |
| 2008年 7-9月   | 未来へのたすき         | 岡村孝子     | 岡村孝子   | あみん          | 編曲は萩田光雄。2008年7月23日、同名シングルCDが発売。                                                                         |
| 2008年 10-12月 | ラブソングが聞こえない | 荒木とよひさ | 都志見隆   | 前川清&藤山直美 | 2008年10月22日、同名シングルCDが発売。                                                                                        |
| 2008年 10-12月 | 頬よせて               | 浅木しゅん   | 網倉一也   | 石川さゆり      | 編曲は宮崎慎二。シングル『ちょいと…』（2008年10月22日発売）のカップリング曲として収録。                                       |
| 2009年 1-3月   | ひとひらの雪           | ちあき哲也   | 三木たかし | 菅原洋一        | 編曲はGONTITI。ベストアルバム『ベストアルバム－ひとひらの雪－』（2009年1月28日発売）に収録。                                  |
| 2009年 1-3月   | やさしさの季節         | 喜多條忠     | 坂田晃一   | 松坂慶子        | ベストアルバム『GOLDEN☆BEST 松坂慶子 やさしさの季節』（2009年2月18日発売）に収録。                                            |

| 2009年度       | 2009年度           | 2009年度         | 2009年度         | 2009年度         | 2009年度 |
| 放送 期間      | 曲名               | 作詞             | 作曲             | 歌               | 備考 |
| -------------- | ------------------ | ---------------- | ---------------- | ---------------- | --- |
| 2009年 4-6月   | 陽射しの中で       | 下地勇           | 下地勇           | 岩崎宏美         | 編曲は野見祐二。アルバム『Thanks』（2009年5月20日発売）に収録。                                                                              |
| 2009年 4-6月   | 初恋               | 太田裕美         | 伊勢正三         | 太田裕美         | 編曲は佐藤準。2009年4月22日、同名シングルCDが発売。                                                                                          |
| 2009年 7-9月   | 時のしずく         | 渡辺なつみ       | 菅原進           | ビリーバンバン   | 編曲は森正明。ベストアルバム『テーマ・ソング コレクション〜また君に恋してる〜』（2009年8月26日発売）に収録。                                 |
| 2009年 7-9月   | あなたの忘れ物     | アグネス・チャン | アグネス・チャン | アグネス・チャン | 編曲は鈴木慶一。2009年9月2日、同名シングルCDが発売。                                                                                         |
| 2009年 10-12月 | 昭和浪漫〜第二章〜 | オオガタミヅオ   | オオガタミヅオ   | 大川栄策         | 編曲は京田誠一。シングル『浪花ことぶき』（2009年10月21日発売）のカップリング曲として収録。                                                   |
| 2009年 10-12月 | 愛の旅人           | 喜多條忠         | 若草恵           | 佐々木秀実       | |
| 2010年 1-3月   | 夜明けのメロディー | 五木寛之         | 弦哲也           | ペギー葉山       | 編曲は若草恵。2010年1月27日、同名シングルCDが発売。                                                                                          |
| 2010年 1-3月   | 母                 | 仁井谷俊也       | 原譲二           | 北島三郎         | 編曲は前田俊明。2010年9月3日、同名シングルCDが発売。また、先行発売されたアルバム『絆』（2010年2月3日発売）にも収録。原譲二は北島三郎の筆名。 |

| 2010年度       | 2010年度                       | 2010年度              | 2010年度     | 2010年度           | 2010年度 |
| 放送 期間      | 曲名                           | 作詞                  | 作曲         | 歌                 | 備考 |
| -------------- | ------------------------------ | --------------------- | ------------ | ------------------ | --- |
| 2010年 4-6月   | そして葉桜のとき               | 山本恵三子            | 西脇久夫     | ボニージャックス   | 編曲は立原摂子。アルバム『そして葉桜のとき〜ボニージャックスこころのうた』（2010年4月21日発売）に収録。                          |
| 2010年 4-6月   | 百年先も手をとりながら         | 松井五郎              | 山川恵津子   | 坂本冬美           | 編曲は若草恵。シングル『ずっとあなたが好きでした』（2010年9月29日発売）のカップリング曲として収録。                              |
| 2010年 7-9月   | 惜春会                         | 小椋佳                | 堀内孝雄     | 堀内孝雄           | 編曲は川村栄二。アルバム『Thank You〜愛すべき男たち〜』（2010年8月4日発売）に収録。                                              |
| 2010年 7-9月   | パーマ屋ゆんた                 | ちゅんなーや          | ちゅんなーや | BEGIN              | 編曲はBEGIN。アルバム『ビギンの島唄 オモトタケオ3』（2010年9月8日発売）に収録。『ちゅんなーや』はBEGINのボーカル・比嘉栄昇の筆名 |
| 2010年 10-12月 | 明日の朝、神様がいらっしゃるよ | 岡本おさみ            | 宮川彬良     | ことのみ児童合唱団 | 2010年10月21日、同名シングルCDが発売。                                                                                           |
| 2010年 10-12月 | 大人の恋をしましょう           | 森雪之丞              | 佐藤健       | 大橋純子           | 編曲は萩田光雄。2010年11月24日、同名シングルCDが発売。                                                                           |
| 2011年 1-3月   | あなたの声                     | 山崎ハコ              | 山崎ハコ     | 山崎ハコ           | 編曲は萩田光雄。2011年1月19日、同名シングルCDが発売。                                                                            |
| 2011年 1-3月   | 愛しい子（かなしいぐゎ）       | 古謝美佐子・ 佐原一哉 | 佐原一哉     | 夏川りみ           | シングル『ゆりかごのうた』（2011年2月9日発売）のカップリング曲として収録。                                                       |

| 2011年度       | 2011年度                     | 2011年度           | 2011年度           | 2011年度     | 2011年度                                                                                             |
| 放送 期間      | 曲名                         | 作詞               | 作曲               | 歌           | 備考                                                                                                 |
| -------------- | ---------------------------- | ------------------ | ------------------ | ------------ | --- |
| 2011年 4-6月   | 涙なんだ                     | 阿木燿子           | 宇崎竜童           | 宇崎竜童     | 編曲は横田明紀男。2011年5月25日、同名シングルCDが発売。                                              |
| 2011年 4-6月   | 合歓の孤悲（ねむのこい）     | 東海林良           | 青山一             | クミコ       | シングル『最後の恋〜哀しみのソレアード〜』（2011年5月25日発売）のカップリング曲として収録。          |
| 2011年 7-9月   | 愛の始まり                   | 尾崎亜美           | 尾崎亜美           | 尾崎亜美     | アルバム『soup』（2012年2月22日発売）に収録。同名シングルCDもWebサイトと尾崎のライブ会場限定で発売。 |
| 2011年 7-9月   | 君は今でも                   | 秋元康             | 弾厚作             | 加山雄三     | アルバム『若大将・湘南 FOREVER』（2012年1月11日発売）に収録。                                        |
| 2011年 10-12月 | デスティニーラブ〜運命の人〜 | 石原信一           | 徳久広司           | 八代亜紀     | 編曲は矢野立美。2011年10月19日、同名シングルCDが発売。                                               |
| 2011年 10-12月 | ごはん                       | 高田ひろお         | 網倉一也           | あさみちゆき | 編曲は宮崎慎二。アルバム『あさみのうたVII〜秋櫻の頃〜』(2011年11月23日発売)に収録。                  |
| 2012年 1-3月   | さくら証書                   | 八神純子・大江千里 | 八神純子・大江千里 | 八神純子     | 2012年1月25日、同名シングルCDが発売。                                                                |
| 2012年 1-3月   | あいたくて                   | 工藤直子           | 平原綾香           | 平原綾香     | アルバム『ドキッ！』（2012年2月29日発売）に収録。                                                    |

| 2012年度       | 2012年度         | 2012年度       | 2012年度           | 2012年度     | 2012年度                                                         |
| 放送 期間      | 曲名             | 作詞           | 作曲               | 歌           | 備考                                                             |
| -------------- | ---------------- | -------------- | ------------------ | ------------ | ---------------------------------------------------------------- |
| 2012年 4-6月   | 旅のあかり       | 喜多條忠       | 都志見隆           | 西郷輝彦     | 2012年4月4日、同名シングルCDが発売。                             |
| 2012年 4-6月   | 夜明けのブルース | レーモンド松屋 | レーモンド松屋     | 五木ひろし   | 2012年4月25日、同名シングルCDが発売。                            |
| 2012年 7-9月   | 僕の道           | 吉田拓郎       | 吉田拓郎           | 吉田拓郎     | アルバム「午後の天気」（2012年6月20日発売）に収録。              |
| 2012年 7-9月   | うたびと         | 池田充男       | 都志見隆           | 川中美幸     | 2012年7月4日、同名シングルCDが発売。                             |
| 2012年 10-12月 | 夜はやさし       | 長谷川孝水     | 長谷川きよし       | 長谷川きよし | アルバム「人生という名の旅」（2012年10月14日発売）に収録。       |
| 2012年 10-12月 | 同じ月を見ている | 谷山浩子       | 谷山浩子           | 谷山浩子     | 2012年10月24日、同名シングルCDが発売。                           |
| 2013年 1-3月   | 想いの届く日     | 森山良子       | カルロス・ガルデル | 森山良子     | アルバム「Ryoko Classics」（2013年2月6日発売）に収録。           |
| 2013年 1-3月   | あなたの忘れ物   | 沖正夫         | 沖正夫             | 小野リサ     | アルバム「Japão2」(ジャポン ドイス)（2013年6月19日発売）に収録。 |

| 2013年度       | 2013年度               | 2013年度       | 2013年度       | 2013年度           | 2013年度                               |
| 放送 期間      | 曲名                   | 作詞           | 作曲           | 歌                 | 備考                                   |
| -------------- | ---------------------- | -------------- | -------------- | ------------------ | -------------------------------------- |
| 2013年 4-6月   | 過ぎし日のラブレター   | 加藤登紀子     | 加藤登紀子     | 加藤登紀子         | 2013年4月24日、同名シングルCDが発売。  |
| 2013年 4-6月   | 東京パラダイス         | レーモンド松屋 | レーモンド松屋 | レーモンド松屋     | 2013年6月5日、同名シングルCDが発売。   |
| 2013年 7-9月   | BORN AGAIN             | 五輪真弓       | 五輪真弓       | 五輪真弓           | 2013年7月24日、同名シングルCDが発売。  |
| 2013年 7-9月   | 今きたよ               | 掛橋わこう     | 幸斉たけし     | 新沼謙治           | 2013年7月3日、同名シングルCDが発売。   |
| 2013年 10-12月 | 老眼になった君へ〜愛〜 | 相田毅         | 相田毅         | 石川優美&Pono Lani | 2013年10月2日、同名シングルCDが発売。  |
| 2013年 10-12月 | もう一度恋をしながら   | 荒木とよひさ   | 杉本眞人       | 神野美伽           | 2013年10月23日、同名シングルCDが発売。 |
| 2014年 1-3月   | でも好きだよ           | 松井五郎       | 森正明         | 野口五郎           | 2014年1月1日、同名シングルCDが発売。   |
| 2014年 1-3月   | 一期一会               | いではく       | 幸耕平         | 田川寿美           | 2014年1月22日、同名シングルCDが発売。  |

| 2014年度       | 2014年度             | 2014年度     | 2014年度           | 2014年度                                                      | 2014年度                                                                                  |
| 放送 期間      | 曲名                 | 作詞         | 作曲               | 歌                                                            | 備考                                                                                      |
| -------------- | -------------------- | ------------ | ------------------ | ------------------------------------------------------------- | ----------------------------------------------------------------------------------------- |
| 2014年 4-6月   | ちょっとイイ女       | 荒木とよひさ | 羽場仁志           | 荒木とよひさ                                                  | 2014年4月16日、同名シングルCDが発売。                                                     |
| 2014年 4-6月   | 虹のかけら           | 財津和夫     | 財津和夫           | 夏川りみ                                                      | 2014年4月9日、同名シングルCDが発売。                                                      |
| 2014年 7-9月   | いつか来た海         | 渡辺なつみ   | 森正明             | ビリーバンバン                                                | 2014年8月6日、同名と『これが恋というなら』の両A面シングルCDが発売。                       |
| 2014年 7-9月   | 君がいてくれたから   | 松井五郎     | 都志見隆           | 中村雅俊                                                      | アルバム『ワスレナイ〜MASATOSHI NAKAMURA 40th Anniversary〜』（2014年7月1日発売）に収録。 |
| 2014年 10-12月 | 君は歌うことが出来る | さだまさし   | さだまさし         | さだまさし                                                    | 編曲は高見沢俊彦。アルバム『第二楽章』（2014年9月10日発売）に収録。                       |
| 2014年 10-12月 | 愛しきあなたへ       | 大貫妙子     | 大貫妙子・小松亮太 | 大貫妙子&小松亮太                                             | 2014年11月5日、同名シングルCDが発売。                                                     |
| 2015年 1-3月   | 君の笑顔価千金       | 阿木曜子     | 宇崎竜童           | 宇崎竜童・野本有流&御堂筋ブルースバンド with サニーボーイ森脇 | 2015年1月14日、同名シングルCDが発売。                                                     |
| 2015年 1-3月   | 雪明かりの駅         | 五木寛之     | 藤澤ノリマサ       | 松原健之                                                      | 2015年1月21日、同名と『三日月が綺麗だから』の両A面シングルCDが発売。                      |

| 2015年度       | 2015年度             | 2015年度       | 2015年度       | 2015年度     | 2015年度                                                                                    |
| 放送 期間      | 曲名                 | 作詞           | 作曲           | 歌           | 備考                                                                                        |
| -------------- | -------------------- | -------------- | -------------- | ------------ | ------------------------------------------------------------------------------------------- |
| 2015年 4-6月   | 心震える時           | 長谷川孝水     | 長谷川きよし   | 長谷川きよし | アルバム『心震える時』（2015年4月15日発売）に収録。                                         |
| 2015年 4-6月   | とまり木夢灯り       | レーモンド松屋 | レーモンド松屋 | 香西かおり   | 2015年4月29日、同名シングルCDが発売。                                                       |
| 2015年 7-9月   | 花恋文               | 松井五郎       | 南こうせつ     | 水森かおり   | シングル『デビュー20周年特別盤 大和路の恋』（2015年7月1日発売）のカップリング曲として収録。 |
| 2015年 7-9月   | ハンドル             | 比嘉栄昇       | 比嘉栄昇       | BEGIN        | 2015年8月26日、同名シングルCDが発売。                                                       |
| 2015年 10-12月 | 秋日傘               | 康珍化         | 都志見隆       | 中西保志     | 2015年10月7日、同名シングルCDが発売。                                                       |
| 2015年 10-12月 | 心は哀しいものですね | 松井五郎       | 浜圭介         | 森昌子       | 2015年10月21日、同名シングルCDが発売。                                                      |
| 2016年 1-3月   | バード               | 谷村詩織       | 前山田健一     | 谷村詩織     | 2016年1月6日、同名シングルCDが発売。                                                        |
| 2016年 1-3月   | 時の旅人             | さくらちさと   | 鈴木キサブロー | 小林旭       | 2016年1月27日、同名シングルCDが発売。                                                       |

| 2016年度       | 2016年度                    | 2016年度       | 2016年度       | 2016年度       | 2016年度                                                   |
| 放送 期間      | 曲名                        | 作詞           | 作曲           | 歌             | 備考                                                       |
| -------------- | --------------------------- | -------------- | -------------- | -------------- | ---------------------------------------------------------- |
| 2016年 4-6月   | 男の子守唄                  | オオガタミヅオ | オオガタミヅオ | オール巨人     | 2016年5月18日、同名シングルCDが発売。                      |
| 2016年 4-6月   | 欅のストリート              | 芥川澄夫       | 白鳥英美子     | トワ・エ・モア | 2016年5月25日、同名シングルCDが発売。                      |
| 2016年 7-9月   | 百花繚乱!アッパレ!ジパング! | なかにし礼     | 穂口雄右       | 小林幸子       | 2016年7月6日、同名シングルCDが発売。                       |
| 2016年 7-9月   | 青春花火                    | 渡辺なつみ     | 浜圭介         | 新沼謙治       | 2016年7月20日、同名シングルCDが発売。                      |
| 2016年 10-12月 | おもいでの岬                | 弦哲也         | 弦哲也         | ペギー葉山     | 2016年10月5日、同名シングルCDが発売。                      |
| 2016年 10-12月 | おれを夢中にさせないで      | トータス松本   | トータス松本   | ウルフルズ     |                                                            |
| 2017年 1-3月   | 輓馬 GO BANG!               | 美貴哲成       | 塚原義弘       | 美貴哲成       | 2017年1月11日、同名シングルCDが発売。                      |
| 2017年 1-3月   | 聖橋の夕陽                  | 石原信一       | 堀内孝雄       | 堀内孝雄       | 2017年1月25日、同名と『空蝉の家』の両A面シングルCDが発売。 |

| 2017年度       | 2017年度                       | 2017年度   | 2017年度 | 2017年度             | 2017年度                                             |
| 放送 期間      | 曲名                           | 作詞       | 作曲     | 歌                   | 備考                                                 |
| -------------- | ------------------------------ | ---------- | -------- | -------------------- | ---------------------------------------------------- |
| 2017年 4-6月   | 君にありがとう                 | 都倉俊一   | 都倉俊一 | つるの剛士           | 2017年4月26日、同名シングルCDが発売。                |
| 2017年 4-6月   | 夢の線路                       | 田村武也   | 田村武也 | 岩崎宏美             | 2017年5月24日、同名と『絆』の両A面シングルCDが発売。 |
| 2017年 7-9月   | 碧（あお）し                   | GReeeeN    | GReeeeN  | 氷川きよし           |                                                      |
| 2017年 7-9月   | CAFE BROKEN HEART              | 織田哲郎   | 織田哲郎 | 織田哲郎             |                                                      |
| 2017年 10-12月 | 愛してるなんてもう言わないでよ | 水野良樹   | 水野良樹 | 石丸幹二             |                                                      |
| 2017年 10-12月 | Keep On !                      | 五木寛之   | 谷村新司 | 谷村新司             |                                                      |
| 2018年 1-3月   | 東京タワー                     | 五木寛之   | 立原岬   | ミッツ・マングローブ |                                                      |
| 2018年 1-3月   | ニュアンス                     | 来生えつこ | 南佳孝   | 南佳孝               |                                                      |

| 2018年度             | 2018年度             | 2018年度   | 2018年度        | 2018年度         | 2018年度 |
| 放送 期間            | 曲名                 | 作詞       | 作曲            | 歌               | 備考     |
| -------------------- | -------------------- | ---------- | --------------- | ---------------- | -------- |
| 2018年 4-5月         | こころにすむうた     | 岡田惠和   | 兼松衆          | 薬師丸ひろ子     |          |
| 2018年 6-7月         | 追憶                 | 髙橋真梨子 | 鈴木キサブロー  | 髙橋真梨子       |          |
| 2018年 8-9月         | バンドを組もうよ     | 比嘉栄昇   | 比嘉栄昇        | BEGIN            |          |
| 2018年 10-11月       | あなたとわたし       | 糸井重里   | 矢野顕子        | 前川清・矢野顕子 |          |
| 2018年 12-2019年 1月 | あの頃のままに       | 林部智史   | マシコタツロウ  | 林部智史         |          |
| 2019年 2-3月         | シークレット・ブギー | 松尾潔     | 松尾潔 豊島吉宏 | 鈴木雅之         |          |

| 2019年度             | 2019年度           | 2019年度       | 2019年度 | 2019年度             | 2019年度 |
| 放送 期間            | 曲名               | 作詞           | 作曲     | 歌                   | 備考     |
| -------------------- | ------------------ | -------------- | -------- | -------------------- | -------- |
| 2019年 4-5月         | 心の活路           | 半﨑美子       | 半﨑美子 | 半﨑美子             |          |
| 2019年 6-7月         | Tanpopo            | 横山剣         | 横山剣   | クレイジーケンバンド |          |
| 2019年 8-9月         | きっと届け         | 平松愛理       | 平松愛理 | 平松愛理             |          |
| 2019年 10-11月       | 真夜中のメロディー | いしわたり淳治 | 兼松衆   | 手嶌葵               |          |
| 2019年 12-2020年 1月 | 懐かしいマッチの炎 | 阿久悠         | 幸耕平   | 市川由紀乃           |          |
| 2020年 2-3月         | まだ夢の途中       | 小坂忠         | 小坂忠   | 茂忠                 |          |

| 2021年度             | 2021年度                     | 2021年度            | 2021年度       | 2021年度                 | 2021年度 |
| 放送 期間            | 曲名                         | 作詞                | 作曲           | 歌                       | 備考     |
| -------------------- | ---------------------------- | ------------------- | -------------- | ------------------------ | -------- |
| 2020年 4-5月         | 未来への詩                   | 加藤登紀子          | 加藤登紀子     | 加藤登紀子               |          |
| 2020年 6月14日-7月   | 君と見てるから               | 今井了介            | 今井了介       | 島津亜矢                 |          |
| 2020年 8-9月         | 手のなるほうへ               | 藤井フミヤ 河口恭吾 | 河口恭吾       | 藤井フミヤ               |          |
| 2020年 10-11月       | ありがとうって気づいていてね | 萩原和樹 西田恵美   | 萩原和樹       | 海蔵亮太 with 大竹しのぶ |          |
| 2020年 12-2021年 1月 | 産声                         | 森山直太朗          | 森山直太朗     | 城南海                   |          |
| 2021年 2-3月         | 夢浪漫                       | オオガタミヅオ      | オオガタミヅオ | オール巨人               |          |

| 2022年度             | 2022年度           | 2022年度        | 2022年度     | 2022年度              | 2022年度 |
| 放送 期間            | 曲名               | 作詞            | 作曲         | 歌                    | 備考     |
| -------------------- | ------------------ | --------------- | ------------ | --------------------- | -------- |
| 2021年 4-5月         | 海へ行こうか       | 南佳孝 杉山清貴 | 南佳孝       | 南佳孝&杉山清貴       |          |
| 2021年 6-7月         | 茜空テールランプ   | こじまいづみ    | こじまいづみ | 花*花                 |          |
| 2021年 8-9月         | あなたと           | 坂本美雨        | 中島ノブユキ | 坂本美雨              |          |
| 2021年 10-11月       | やっぱり会いたいよ | 根本要          | 根本要       | スターダスト☆レビュー |          |
| 2021年 12-2022年 1月 | 島より             | 中島みゆき      | 中島みゆき   | 工藤静香              |          |
| 2022年 2-3月         | 花に約束           | 小椋佳          | 追川礼章     | 林部智史              |          |

| 2022年度             | 2022年度         | 2022年度        | 2022年度     | 2022年度     | 2022年度 |
| 放送 期間            | 曲名             | 作詞            | 作曲         | 歌           | 備考     |
| -------------------- | ---------------- | --------------- | ------------ | ------------ | -------- |
| 2022年 4-5月         | 明けの明星       | 歌凛            | 歌凛         | 日野美歌     |          |
| 2022年 6-7月         | 声をきかせて     | 中孝介 市川喜康 | 鈴木秋則     | 中孝介       |          |
| 2022年 8-9月         | バラと東京       | 河口恭吾        | 河口恭吾     | 河口恭吾     |          |
| 2022年 10-11月       | 一杯のジュテーム | おかゆ          | おかゆ       | 秋元順子     |          |
| 2022年 12-2023年 1月 | 夜も朝も午後も   | 伊東妙子        | T字路s       | T字路s       |          |
| 2023年 2-3月         | 銀河に抱かれて   | 高畠じゅん子    | タブレット純 | タブレット純 |          |

| 2023年度             | 2023年度                   | 2023年度            | 2023年度            | 2023年度               | 2023年度 |
| 放送 期間            | 曲名                       | 作詞                | 作曲                | 歌                     | 備考     |
| -------------------- | -------------------------- | ------------------- | ------------------- | ---------------------- | -------- |
| 2023年 4-5月         | 今日がいちばん若い日!      | 榊原広子            | 榊原政敏            | ダ・カーポ             |          |
| 2023年 6-7月         | 恋人と別れる日の過ごしかた | 鈴木慶一            | 鈴木慶一            | 鈴木マツヲ             |          |
| 2023年 8-9月         | 素敵をあつめて             | いしわたり淳治      | 堀米高樹            | 薬師丸ひろ子           |          |
| 2023年 10-11月       | ドーナツ                   | 朝倉さや 山本加津彦 | 朝倉さや 山本加津彦 | 朝倉さや               |          |
| 2023年 12-2024年 1月 | 願い                       | 織田哲郎            | 織田哲郎            | 織田哲郎               |          |
| 2024年 2-3月         | 遠影                       | 宮沢和史            | 藤巻亮太 宮沢和史   | 宮沢和史 with 藤巻亮太 |          |

| 2024年度             | 2024年度         | 2024年度             | 2024年度             | 2024年度                      | 2024年度 |
| 放送 期間            | 曲名             | 作詞                 | 作曲                 | 歌                            | 備考     |
| -------------------- | ---------------- | -------------------- | -------------------- | ----------------------------- | -------- |
| 2024年 4-5月         | HOME             | Yae                  | Yae                  | Yae                           |          |
| 2024年 6-7月         | brightness       | 松井五郎             | 藤澤ノリマサ         | 藤澤ノリマサ                  |          |
| 2024年 8-9月         | 君が涙をくれる時 | かず翼               | 幸耕平               | 純烈                          |          |
| 2024年 10-11月       | 誰もいないのか   | The Swinging Boppers | The Swinging Boppers | 我妻光良&The Swinging Boppers |          |
| 2024年 12-2025年 1月 | ガラクタの思い出 | 奥華子               | 奥華子               | 奥華子                        |          |
| 2025年 2-3月         | 薄氷ノ花         | 小柳ゆき             | 小柳ゆき             | 小柳ゆき                      |          |

| 2025年度     | 2025年度     | 2025年度   | 2025年度   | 2025年度   | 2025年度 |
| 放送 期間    | 曲名         | 作詞       | 作曲       | 歌         | 備考     |
| ------------ | ------------ | ---------- | ---------- | ---------- | -------- |
| 2025年 4-5月 | 愛の花       | 玉城千春   | 玉城千春   | 玉城千春   |          |
| 2025年 6-7月 | 愛こそすべて | 渡辺なつみ | 南こうせつ | 南こうせつ |          |
| 2025年 8-9月 | 母の家計簿   | 松井五郎   | 中村由利   | 井上あずみ |          |

### 特記事項
- 2007年から2011年まで毎年3月に刊行された『ラジオ深夜便年鑑』にはそれぞれに刊行直前1年分の「深夜便のうた」8曲を収録したCDが付いている。このCDの「夜のララバイ」と「明日への扉」はCDとして発売されたバージョンではなく放送されたバージョンである。また、現在一般のCD発売がなされていない「オアシス」と「愛の旅人」もこの付属CDには収録されている。2012年から『ラジオ深夜便年鑑』に代わって登場した『ラジオ深夜便ファンブック』にも、『年鑑』と同様に刊行直前1年分の「深夜便のうた」が収録されたCDが付いている。
- 2010年3月17日には、上述の2006年4月〜2009年3月放送分のうち「最後のタンゴ」を除く23曲（CD化されていない「オアシス」も含む）を収録したオムニバスCDが「ニューミュージック編」「歌謡曲編」と2枚に分けて発売された。「ニューミュージック編」には「最後のタンゴ」に代わり、「ラヂオのうた」がボーナストラックとして収録されている。また、「夜のララバイ」と「明日への扉」は前述の『ラジオ深夜便年鑑2007』の付属CDと同様に放送バージョンが収録されている。

## ロマンチックコンサート（2時台）
午前2時台に放送されている音楽コーナー。外国曲が多い。担当アンカーの趣味を活かしたレギュラー企画が放送されるのが特徴。音楽ジャンルを括って「エンジョイ○○」という題が多い（2005年度から「○○への誘い」も併用）。
この時間帯と3時台に、音楽コーナーや過去の放送を聞いての感想文やリスナーからの投書の紹介が挿入される が、時間的に余裕があれば1時台・4時台などの他の時間帯に紹介する場合もある。また宮川、柴田、明石ら一部のアンカーは音楽を重視するため、この時間に投書を紹介しない場合が多く、まれに他の時間帯も含め1通も放送されないこともある。
2時半頃、日本道路交通情報センターから送られる高速道路の交通情報をスタジオで紹介していた。現在は混雑期のみ交通情報を放送する（交通情報の節を参照）。

### ロマンチックコンサートの企画
- ポピュラー名曲アルバム - ひとつのテーマで紹介。
- エンジョイカントリー - カントリー音楽を特集。室町澄子アンカー担当、2006年3月まで。
- エンジョイ・ジャズ - ジャズ音楽を特集。明石勇「教授」・斎藤季夫アンカーなど。
- 思い出のスクリーン・ミュージック - 映画音楽を特集。石澤典夫アンカー担当（石澤は番組の内容を紹介する時に、コーナー名を無視している）。
- ビンテージ・ポップス
- ビンテージ・ロック - 宮川泰夫アンカー担当。
- クラシックへの誘い - 川野一宇アンカー担当。
- 思い出のジャパニーズポップス - 柴田祐規子アンカー担当。主に1970年代-1990年代の邦楽歌手の楽曲を特集
- 音楽で世界をめぐる - 関西発ラジオ深夜便で放送。ひとつの国を取り上げ、その国の音楽を紹介。2005年3月まで放送。
- 競演・世界のアーティスト - 「関西発」で放送。2組のアーティストを交互に放送する。
- リラックス・サウンズ - ジャンルを問わずに特集。

### ゲスト・特記事項
- 毎月第3火曜深夜「大岩祥浩（おおいわ・よしひろ）のタンゴの響き」（大岩は監修のみで出演しない）
- 「トミ藤山・真夜中のライブ」　室町アンカー担当時代に出演[88]。その後1時台に数回出演する。
- 2009年より、原則として毎月第4土曜日（日付上は日曜日未明）は1時から3時まで「特集ロマンチックコンサート」としてゲストパーソナリティーを毎月交代で迎えて、ゲスト当人、あるいはその人に縁のある歌手の楽曲を特集する時間を設けていたが、2012年3月終了。
  - ゲストパーソナリティー　奥田佳道（クラシック音楽）、ささきいさお（フォークソング・グループ・サウンズ・ロカビリー）、クミコ（邦楽・歌謡曲）
- 2008年12月3日の放送では音飛びが数曲多数あり、その日のアンカーの須磨佳津江アンカーがお詫びをした。その際に「ここで放送される音楽は当時の古い音源やレコードをそのまま放送しております。」と言った。
- 過去に数回、裏番組『オールナイトニッポン』（ニッポン放送）のテーマ曲である『BITTERSWEET SAMBA』（ハーブ・アルパート&ザ・ティファナ・ブラス）を放送した事がある。2011年2月11日放送の関西発深夜便の中で放送された際には、担当の中村宏アンカーが「途中からラジオをつけた方、この放送はNHKのラジオ深夜便です。「BITTERSWEET SAMBA」は長く民放ラジオの某深夜番組のテーマソングに使われています」とコメントした。
- フランク・プゥルセル・グランド・オーケストラの特集を組んだ際には、0時台の裏番組である『JET STREAM』（TOKYO FM）のテーマ曲として長年使われていた『ミスター・ロンリー』を放送したことがある（山下信がアンカーを務めた2023年11月12日深夜 -13日未明など）。また他の演奏者によるバージョンも数回放送したことがある。
- レイモン・ルフェーブル・グランドオーケストラの特集を組んだ際には、『日曜喫茶室』（NHK-FM放送）のテーマ曲として使われていた『Save your kisses for me（想い出のラスト・キッス）』が放送されたことがある。
- 2018年5月18日の放送では当初はドナ・サマー特集を組んでいたが、5月16日に日本のスター歌手である西城秀樹が逝去したことを受け、急遽追悼特集「追悼 西城秀樹さん」として、西城のヒット曲から「YOUNG MAN (Y.M.C.A.)」や「激しい恋」などを厳選して放送した[89][90]。

### 交通情報
試験的に実施された1990年の第1回のシリーズでは、特に大型連休の帰省シーズンであったことを踏まえ、高速道路を中心とした道路交通情報を九段にある日本道路交通情報センター(JATIC)本部だけでなく、JATIC、及び日本自動車連盟(JAF)の主要都市にある基幹支部ともつないで中継を行った。
番組開始当初は、23時半頃の音楽中に東京ローカルで交通情報を入れていたが、その後、廃止された。
また、2:30頃に「全国高速道路交通情報」をアンカーの読み上げにて放送。（日曜深夜を除く）
大型連休、お盆、年末年始は23時台 - 2時台に随時日本道路交通情報センター・九段センターから伝える。特に混雑が激しい場合には3時台以後にも挿入する。
2009年10月改編をもって2:30のアンカーによる交通情報が廃止され、混雑期の不定期放送のみとなった。

## にっぽんの歌こころの歌（3時台）
午前3時台にて放送されている音楽コーナー。主に昭和期の音楽を取り上げ、懐かしむ中高年の聴取者が多い。また、ラジオ深夜便が人気を得るきっかけとなった。「思い出の○○」または「懐かしの○○」というタイトルで放送することが多い。
FMでも放送されているため、モノラル録音の楽曲を流す場合は、その旨のアナウンスが必ず入る。
2時台に続いて、一部アンカーを除き曲の合間には聴取者からの投稿ハガキ（主として出演しているアンカーの前回放送分の企画を聞いての感想）を読む。

### にっぽんの歌こころの歌の主な企画
- 作家で綴る流行歌 - 1人（1ユニット）の作詞家や作曲家で括り、さまざまな歌手の曲を紹介する。
- 歌謡スター・思い出のヒット / 思い出の歌謡スター / 平成の歌謡スター - 1組（時により数組）の歌手・グループに絞って取り上げる。
- シンガーソングライターの時代 - 上記のシンガーソングライター版。
- 昭和歌年鑑 - 年代、また特定の年に流行した曲を特集。
- 思い出の流行歌
- 郷愁の歌 - 遠藤ふき子アンカー担当。
- 歌で綴るお国めぐり町めぐり - 都道府県にちなんだ曲を紹介。遠藤アンカー担当。
- 幼き日の歌 - 遠藤アンカー担当。
- 懐かしのラジオ歌謡 - 遠藤アンカー担当。
- 真夜中の夢の競演 - 「関西発」で放送。2組の歌手を交互に紹介。前述の「ロマンチックコンサート」の邦楽版といえる。
- 青春の歌・思い出のフォーク&ポップス - フォークソングや昭和50年代以降の流行歌を特集する。アンカーによっては平成年代の曲をかけることもある。（主に柴田、栗田両アンカー）
- 関西の放送局制作の番組の主題歌集（2015年度上半期。関西発第2金曜深夜　NHK放送開始90年記念企画として数回放送）
- 戦後のメディア（テレビ・ラジオ・映画・CM）の音楽（2015年度下半期〜2023年3月。関西発第2金曜深夜　上記企画の好評を受けてレギュラーシリーズ化）

このほか、外国ポップス曲の日本語アレンジ盤や日本の民謡・童謡や戦前の文部省唱歌、平成のヒット曲に「深夜便のうた」なども特集する。

#### 五木寛之の聴き語り・昭和の名曲
- 2015年4月より放送。後述する「歌の旅びと」のシリーズ終了後、出演時間帯を変えて五木寛之が継続して登場し、昭和の時代を彩った名曲を毎回数曲取り上げ、それにまつわる時代背景や五木自身の思い出などを語る[92]。アシスタントは村上里和。2015年度は原則として毎月最終日曜早朝にあたる土曜深夜[67] の「にっぽんの歌こころの歌」の枠で、2016年度以降は毎月第3日曜日に開始する放送の24時（月曜0時）台に放送。

### 関連CD
コロムビアミュージックエンタテインメントよりCDが発売されている。深夜便のテーマ曲「THE CHANCE YOU TAKE」ではじまり、アンカーのトークも収録されている。2001年3月に第1集（10枚）、2002年2月に第2集（6枚）を発売。

## 4時台

### 明日へのことば
2010年3月29日深夜（3月30日未明）から放送を開始したインタビューコーナー。午前4時5分頃から4時50分過ぎに放送。
深夜便では1990年の試行放送開始当初から番組最後の4時台にこころの時代（当初は「おはよう早起きさん」）と題したインタビューを放送してきた。最初は教育テレビの同名インタビュー番組、ないしは「宗教の時間」から、ラジオの放送に支障をきたさない範囲のものを再構成していたが、ストックが尽いてしまったため深夜便用のオリジナル番組の制作を開始。2010年3月28日深夜（3月29日未明）まではこの「こころの時代」として放送してきたが、番組開始20周年を機に題名を「明日へのことば」と変更して、宗教関係者や各界で活躍する著名人へのインタビューを通して、その人の人生観を垣間見つつ、リスナーの生きる勇気を与える場を提供する。
地方局製作のもの（基本第4・5週金曜深夜）は公開録音「深夜便の集い」で開催された講演・トークショウを編集して放送している。
また随時、この時間帯を使って日本の著名人へのインタビュースペシャル、並びに毎月1回の大型企画・インタビューシリーズ（いずれも下記参照　後者は2006年以後）が放送される場合もあり、その時はネットラジオでも公開されている。

#### 主なインタビュアー
- 河村陽子
- 水野節彦
- 西橋正泰（関西発）
- 中村宏（NHK大阪放送局。同上）
- 他にNHKラジオセンター所属の「裏方専業アナウンサー」（例・村島章恵、和田哲、南山吉弘<過去>他。肩書きは「深夜便ディレクター」）が担当する場合もある。

### インタビュースペシャル
2010年1月から放送を開始したインタビューコーナー。各界で活躍する著名人へのロングインタビューで、これまでNHKの番組に数多く出演したタレント・文化人・スポーツ関係者、大河ドラマ、連続テレビ小説出演俳優ら多数登場。

#### 主なインタビュアー
- 石澤典夫
- 迎康子
- 柴田祐規子
- 渡辺幹雄（渡辺は、同番組のディレクター）他

### 五木寛之の歌の旅びと
2011年4月より毎月最終日曜日朝（番組表上は前日の土曜深夜）4時台に放送。コーナーパーソナリティーは五木寛之、アシスタントは須磨佳津江。
2006年4月から2010年3月まで4年間をかけてやはり最終日曜朝（土曜深夜）4時台に放送された「五木寛之のわが人生の歌語り」と題した、五木がこれまでの人生で感銘を覚えた歌謡曲や童謡・唱歌・叙情歌など自らの体験談をもとにして話すコーナーが放送された。
それが大好評を得たのを受けて、1年間挟んだ2011年4月から「歌の旅びと」の放送を開始。毎回1つの都道府県を取り上げ、その都道府県の名所を五木が訪ねた時の体験を基に語ると共に、その都道府県にゆかりのある歌謡曲や童謡・唱歌・叙情歌を紹介するというものである。2015年3月28日深夜（3月29日）に放送された「東京（3時台）・横浜（4時台）編」をもって、47都道府県全部を一巡し完結となった。

### 昭和史を味わう
作家・保阪正康をコーナーパーソナリティー、村島章恵をインタビュアーとして迎え、激動の昭和史について、当時の録音テープを交えながら振り返る。
これは、2015年（平成27年）が昭和90年とも数えられ、NHKにとっては東京放送局（現・NHK放送センター）開局90年、そして戦後70年の節目にもあたる。そこで、2014年度から2016年度（2017年3月）までの3年間（合計36回）の予定で企画され、 2014 - 2015年度までは毎月第1日曜日の朝にかかる土曜深夜 4時台、2016年度からは毎月第1月曜日 の朝にかかる日曜深夜4時台に放送する。

#### テーマ
1. （2014年4月）「なぜ、今昭和史なのか?」
2. （5月）「大正15年と昭和元年」
3. （6月）「昭和初年代の人々の暮らしその1　日々の生活はどうだった・農村編」
4. （7月）「昭和初年代の人々の暮らしその2　都市生活の実態、日常の生活環境」
5. （8月）「昭和初年代の人々子どもたちの暮らし　学校生活、夏休み」
6. （9月）「満州事変のころ〜軍事主導体制への移行」
7. （10月）「"昭和天皇実録"を読むその1 昭和天皇の青少年時代、人間形成期を見る」
8. （同上）「"昭和天皇実録"を読むその2 その時、昭和天皇はどう考え・どう行動したか」[100]
9. （11月）「日本と国際関係 〜当時の国際情勢と日本の孤立」
10. （12月）「日本とアメリカの戦争への道」
11. （2015年1月）「戦前の正月、戦中の正月〜庶民の暮らし」
12. （2月）「戦前の日本と中国の関係」
13. （3月）「昭和と共に歩んだラジオ・戦前編」（NHK放送90周年記念企画として）
14. （同上）「私の昭和史」（お便り特集企画として）[101]
15. （4月）「太平洋戦争の日々（1）〜学童疎開、勤労動員」
16. （5月）「太平洋戦争の日々（2）〜特攻隊員とその遺書」
17. （6月）「太平洋戦争の日々（3）〜兵士たちの姿」
18. （7月）「太平洋戦争の日々（4）〜戦争未期の庶民生活」
19. （8月）「太平洋戦争の日々（5）〜終戦8月15日と9月2日」
20. （9月）「マッカーサーと昭和天皇」
21. （10月）「新しい教育制度」
22. （11月）「日本国憲法の公布」
23. （12月）「昭和天皇の全国巡幸」
24. （2016年1月）「東京裁判」[102]
25. （2月）「占領期のベストセラー」
26. （3月）「占領期のラジオ放送」
27. （4月）「サンフランシスコ講和条約と東西冷戦」
28. （同上）「占領期のラジオ放送」（お便り特集企画として）[103]
29. （5月）「国際社会への復帰」
30. （6月）「もはや戦後ではない」
31. （7月）「60年安保の時代」
32. （8月）「高度経済成長の始まり」
33. （9月）「生活環境の変化〜都会と農村」
34. （10月）「東京オリンピック」
35. （11月）「日本万国博覧会」
36. （12月）「日本列島改造」
37. （2017年1月）「行財政改革」
38. （2月）「昭和から平成へ」
39. （3月）「最終回・私の昭和史（前）」
40. （3月）「同上（後）」

### 萩本欽一の人間塾
2013年11月に終了した「天野祐吉の隠居大学」に代わる対談コーナーで、2014年度 - 2015年度までは最終月曜日の朝にかかる日曜深夜 4時、2016年度 - 2017年度までは毎月第3日曜日の朝にかかる土曜深夜4時、2018年度からは毎月第3日曜日の深夜0時台の後半に放送。コメディアン・萩本欽一をホストに、ゲストとともに人生論を熱く語るコーナー。

#### ゲスト
2014年度
- 4月　関根勤
- 5月　堀内孝雄
- 6月　森公美子
- 7月　大林素子
- 8月　金田一秀穂
- 9月　パックンマックン
- 10月　タモリ
- 11月　紺野美沙子
- 12月　南こうせつ
- （2015年）1月　富田隆
- 2月　中尾彬
- 3月　ジュディ・オング

2015年度
- 4月　森末慎二
- 5月　酒井政利
- 6月　ピーター
- 7月　見城美枝子
- 8月　小堺一機
- 9月　橋幸夫
- 10月　今陽子
- 11月　尾藤イサオ
- 12月　水前寺清子
- （2016年）1月　内藤大助
- 2月　東貴博（Take2）
- 3月　木の実ナナ

2016年度
- 4月　所ジョージ
- 5月　錦野旦
- 6月　野口五郎
- 7月　渡辺徹
- 8月　関根勤
- 9月　小堺一機
- 10月　小松政夫
- 11月　山本晋也
- 12月　中野浩一
- （2017年）1月　キャシー中島
- 2月　松崎しげる
- 3月　太川陽介

2017年度
- 4月　平尾昌晃
- 5月　森口博子
- 6月　片岡鶴太郎
- 7月　団しん也
- 8月　瀬古利彦
- 9月　大桃美代子
- 10月　三田明
- 11月　山口良一
- 12月　中井貴一
- 1月（2018年）　ガッツ石松
- 2月　大和田伸也
- 3月　由美かおる

2018年度
- 4・5月　長谷部八朗
- 6・7月　茂木健一郎
- 8・9月　テリー伊藤
- 10・11月　浅井慎平
- 12・1月（2019年）　山田邦子
- 2・3月　ピーター・フランクル

2019年度
- 4月　休止
- 5月　細川たかし

以下放送予定日未定ながら、今後出演が決定しているゲスト

### 「音の絵本」
2015年度から開始。開始当初は原則第3土曜深夜の1時台（後藤アンカーのコーナーとして放送）だったが、2016年度から同じ曜日の4時台に移動。日本と世界の名作童話の読み聞かせと、もったいないサウンドを紹介するもので、童話作品にそれをイメージした音楽を挿入、作曲した「おとえほん」の企画・演奏を行う作曲家の守時タツミがコーナーパーソナリティー、作品の朗読を俳優、タレント、NHKアナウンサー（深夜便アンカー含む）が務める。

### 近代日本150年・明治の群像
2017年度から第1日曜深夜放送。2018年は明治維新150周年目にあたるので、近代日本の基礎を築いた明治の偉人たちを取り上げ、その人生観・半生を1話読み切り型で読み解く。パーソナリティーは本郷和人と神田蘭

### 2020に託すもの
2017年度から第2日曜日深夜、工藤三郎のアンカーコーナー（上記詳述参照）。

### にっぽんの音
2017年度から第3日曜日深夜放送。狂言師・大藏基誠が日本の伝統芸能文化を、音を通して探る。

### 絶望名言
2017年度から偶数月の第4日曜日深夜放送。文豪たちのネガティブな名言を取り上げ、人生にもがき苦しむ人たちに励みになる話を取り上げる。聞き手は川野一宇元アンカー、パーソナリティーは頭木弘樹（文学紹介者）。

### 謎解きうたことば
2017年度から偶数月の第4日曜日深夜放送。金田一秀穂が、日本の名曲の歌詞に隠された戦後の世相や価値観、言葉選びの極意などを、その作品を手掛けた作詩・作曲家へのインタビューを通して探る。

### 過去のコーナー

#### 天野祐吉の隠居大学
2010年10月から2013年11月にかけて放送したインタビューコーナー。インタビュアーはコラムニスト・評論家の天野祐吉。
天野が各界の第一線で活躍した著名人を毎回1人ずつ招き、彼らの人生経験から見えた「学びと遊び」を追求するトークコーナー。2010年、東京・浅草の「アミューズミュージアム」で行われた公開講座の模様を収録・編集したもの。月1回程度日曜深夜に放送し、好評につき2011年も継続。原則最終月曜未明（日曜深夜））の4時台に放送。
2010年度分が2011年に『よく遊びよく遊べ 隠居大学』（朝日新聞出版）、2011年度分が2012年に『ステラムック・ラジオ深夜便 隠居大学第一集・第二集』（NHKサービスセンター）（いずれも天野祐吉編著、後者はNHK SCとの共同編著）としてそれぞれ書籍化された。

##### 客人
2010年度
- 7月 - 横尾忠則
- 8月 - 外山滋比古
- 10月 - 赤瀬川原平
- 11月 - 谷川俊太郎
- 12月 - 坪内稔典
- （2011年）1月 - 安野光雅

2011年度
- 4月 - 小沢昭一
- 5月 - 冨士眞奈美
- 6月 - ミッキー・カーチス
- 7月 - 山田太一
- 8月 - 森英恵
- 9月 - 小山内美江子
- 10月 - 細川護熙
- 11月 - 竹本住大夫(七代目)
- 12月 - 妹尾河童
- （2012年）1月 - 荻野アンナ
- 2月 - 有馬稲子
- 3月 - 中村メイコ

2012年度
- 4月 - 吉村作治
- 5月 - 小田島雄志
- 6月 - 田中優子
- 7月 - 矢野誠一
- 8月 - 宮本信子
- 9月 - 荒木経惟
- 10月 - 内館牧子
- 11月 - 井上史雄
- 12月 - マギー司郎
- （2013年）1月 - 早坂暁
- 2月 - 鷲田清一
- 3月 - 樹木希林

2013年度
- 4月 - 下重暁子
- 5月 - 養老孟司
- 6月 - 美輪明宏
- 7月 - 伊東四朗
- 8月 - 松尾貴史
- 9月 - 大竹まこと
- 10月 - 所ジョージ[114]
- 11月 - 徳光和夫[114] 明日えの言葉、

本日先ほど放送したゲストの名前？

### 時代を創った声
2016年1月より原則として月1回土曜深夜に放送されていた。アニメ・映画の吹き替えなどで活躍するベテラン声優にスポットを当て、その声優のこれまでの業績や思い出に残るキャラクターについて述べている。最初の3か月間は主に最終日曜日、4月以後は第1日曜日 の深夜にかかる土曜日に放送。
2016年
- 1月 清水マリ
- 2月 大竹宏
- 4月 向井真理子
- 5月 玄田哲章
- 6月 小原乃梨子
- 7月 千々松幸子
- 9月 中尾隆聖
- 10月 野村道子
- 11月 肝付兼太 ※同年10月20日に死去し、本コーナーへの出演が最後の仕事となった。
- 12月 ささきいさお

2017年
- 1月 野沢雅子
- 2月 池田昌子
- 3月 富田耕生
- 4月 堀絢子
- 5月 緒方賢一
- 6月 増山江威子
- 7月・8月 山寺宏一
- 9月 堀江美都子
- 10月 戸田恵子
- 11月 水木一郎
- 12月 水島裕

2018年
- 1月 三ツ矢雄二
- 2月 大杉久美子
- 3月 井上和彦
- 4月・5月 加藤みどり
- 6月 古川登志夫
- 7月 平野文
- 8月 松島みのり
- 9月 石丸博也
- 10月 島本須美
- 11月 千葉繁
- 12月 日髙のり子

2019年
- 1月 森田順平
- 2月 高山みなみ
- 3月 白石冬美 ※同年3月26日に死去
- 5月 杉山佳寿子
- 6月 たいらいさお
- 7月 小宮和枝
- 8月 キートン山田
- 9月 谷育子
- 10月 若本規夫
- 11月 TARAKO
- 12月 柴田秀勝

2020年
- 1月 眞理ヨシコ
- 2月 野田圭一
- 3月 山田栄子
- 4月 関俊彦
- 7月 上田みゆき
- 9月 森功至
- 10月 潘恵子
- 11月 大塚明夫
- 12月 前川陽子

2021年
- 1月 堀内賢雄
- 2月 林原めぐみ
- 3月 田中星児
- 4月 よこざわけい子
- 5月 山口勝平
- 6月 岡本茉利
- 7月 茶風林
- 8月 鷲津名都江（小鳩くるみ）
- 9月 三石琴乃
- 10月 羽佐間道夫
- 11月 一龍斎春水
- 12月 津久井教生

2022年
- 1月 貴家堂子
- 2月 串田アキラ
- 3月 緒方恵美
- 4月 田中秀幸
- 5月 寺内よりえ
- 6月 チョー
- 7月 冨永みーな
- 8月 島田敏
- 9月 京田尚子
- 10月 山路和弘
- 11月 坂本千夏
- 11月 高橋久美子
- 12月 坂田おさむ
- 12月 水木一郎 ※同年同月に死去したため、特別編と題して2017年に録ったインタビューが放送された。

2023年
- 1月 渡辺菜生子
- 2月 江原正士
- 3月 土井美加
- 5月 津嘉山正種
- 6月 高橋洋子
- 7月 堀川りょう
- 8月 宮村優子
- 9月 森川智之
- 10月 沢田敏子
- 11月 池田秀一

2024年
- 1月 松岡洋子 ※2023年12月に放送予定だったが、当日に緊急ニュースが入ったため延期された。
- 2月 田中亮一
- 3月 佐々木優子
- 4月 東地宏樹
- 5月 桂玲子
- 6月 山口由里子
- 7月 影山ヒロノブ
- 8月 西村ちなみ
- 9月 松本保典
- 10月 松尾佳子
- 11月 糸博
- 12月 水田わさび

2025年
- 1月 立木文彦
- 2月 神谷明 ※本コーナー最後のゲスト。
- 3月 総集編 ※最終回

## 年末年始の編成
年末年始（概ね12月30日前後-1月3日ごろ）については、一部のコーナー編成が変更になる。この間は「ないとエッセー」や0時台日替わりコーナーなどが休止となるほか、月初めの「ミッドナイトトーク」もカレンダー配置により第2月曜から始める場合もある。

### 年末
- 23時台の「日本列島くらしのたより」と0時台の「ワールドネットワーク」を延長し、師走の日本と国外の様子を1日につき2か所から電話レポートを入れる。
- 2・3時台の音楽コーナーでは、その年のヒット曲、あるいはその年に物故した歌手や作詞・作曲家の楽曲を特集したり、NHK紅白歌合戦に関係したもの（3時台）を放送する。

### 年始
- 23-0時台（1月1日未明＜12月31日深夜付け＞は1-2時台）に3-4回のシリーズで「新春インタビュー」を放送。
- 1時台には「新春の話芸」と題し、落語、漫才、講談、浪曲を特集する（2009年ごろまでは「新春寄席」と題し2時台をまたいで放送したこともあった。なお関西発最初の放送が正月期間と重なる年は、通常第3金曜深夜に放送する「上方落語」の新春特別放送が行われる）。

## 公式ウェブサイト
2010年11月にリニューアルされた。ここでは同月からのストリーミングサービスで聞けた話をした人が誰かを紹介する。出演者は次の通り。なお、ミッドナイトトークはここでは省略する。聴ける期間は原則約1か月である。
2017年5月から、ラジオ第1のホームページがらじるらじると統合されたポータルサイトの形でリニューアルされ、原則として放送翌日（土・日を除く。金・土・日曜日分はまとめて月曜日に）の18時以後、1週間以内でほぼ全編をストリーミング配信される。ただし、2・3時台は音楽を放送する比率が高いため、著作権の観点から配信対象とはしていない。またページ工事中のためストリーミングを中止していた、2017年4・5月分はリニューアル後も特設ページを設け、4月分は6月いっぱい、5月分は7月いっぱいまで公開される。
色の凡例（人名の前）
- ■　「女優が語る私の人生」（ - 2012年3月）→「時代を創った女たち」（2012年4月 - 2013年3月）→「知って得する"大人の日本語"」（2013年4月 - ）
- ■　「インタビュースペシャル」
- ■　「ないとエッセー」
- ■　「列島インタビュー」
- ■　「人生"私"流」（ - 2012年3月）→「オトナの生き方」（2012年4月 - ）
- ■　「（その他の）インタビュー企画」、（世）とあるのは、「インタビュー〜世界の音楽と文化」を示す。
- ■　「明日へのことば」
- ■　「隠居大学」、（コ）とあるのは、「深夜便のつどい」（「アンカーを囲むつどい」を除く）
- ■　「にっぽんを味わう」
- ■　「新春インタビュー」、(戦・平)とあるのは、「戦争・平和インタビュー」を示す。
- ■　「わたしのアート交遊録」、（ロ）とあるのは、「特集・ロマンチックコンサート」
- ■　「スポーツ名場面の裏側で」
- ■　「ないとガイド」
- ■　「わが心の人」
- ■　「母を語る」、（わ）とあるのは、「わたしの”がむしゃら”時代」
- ■　「自然を楽しむ」

### 2010年
- 10月 - ■鳳蘭・■宝田明・■東儀秀樹・■上田渉・■新井満・■赤瀬川原平・■上橋菜穂子・■宮川彬良
- 11月 - ■草笛光子・■谷川俊太郎・■川口淳一郎・■岸本葉子・■長門裕之・■坂東眞理子・■森田芳光・■宮川彬良・ラジオ昼間便
- 12月 - ■山本陽子・■坪内稔典・■本間るみ子・■ピーター・フランクル・■葉祥明・■橋田壽賀子・■兼高かおる・■宮川彬良

### 2011年
- 1月 - ■竹下景子・■安野光雅・■うつみ宮土理・■片岡鶴太郎・■渡邉美樹・■加藤健一・■武田双雲
- 2月 - ■水谷八重子（2代目）・■中村羊一郎・■近藤良平・■市村正親・■曽野綾子・■新井満・■武田双雲
- 3月 - ■左時枝・■大地康雄・■二葉百合子・■広井良典・■土井善晴・■渡辺和子
- 4月 - ■岩下志麻・■草刈民代・■宇崎竜童・■王貞治・■周防正行
- 5月 - ■松坂慶子・■渡辺俊幸・■太田成男・■小沢昭一・■吉村作治・■平尾昌晃(5月18日から7月31日までは5月に放送したブラジル発ラジオ深夜便も時間ごとに聴けた。)
- 6月 - ■木の実ナナ・■中島潔・■千住明・■三浦朱門・■宝井琴梅・■冨士眞奈美・■新井満・■三宅裕司・■小籔実英・■由紀さおり
- 7月 - ■佐久間良子・■ミッキー・カーチス・■真山亜子・■蛭子能収・■森村誠一・■新井満・■伊集院静
- 8月 - ■松原智恵子・■山田太一・■岸谷五朗・■リービ英雄・■三好礼子・■黒田征太郎・■尾崎亜美・■伊集院静・■橋爪文・■森村誠一・■家正則・■いとうせいこう
- 9月 - ■藤村志保・■森英恵・■草刈正雄・■大塚笑子・■齋藤孝・■新井満・■家正則・■いとうせいこう・■桑山紀彦・■乙武洋匡・■笹本恒子
- 10月 - ■加賀まりこ・■小山内美江子・■平原綾香・■伊東四朗・■山川静夫・■清水克衛・■能勢健生・■舞の海秀平・■米長邦雄

ここで再び、リニューアルされた。
2011年
- 11月 - ■檀ふみ・■細川護煕・■津村節子・■岡田芳郎・■山川静夫・■福岡伸一・■柴田トヨ・柴田健一（トヨの息子）・■池井戸潤・■森山良子
- 12月 - ■朝丘雪路・■竹本住大夫（7代目）・■本木雅弘・■大和田伸也・■コシノジュンコ・■山川静夫・■ドナルド・キーン・■加藤登紀子・■中山千夏・■竹内まりや・■野口不二子・■原田眞人・■多湖輝・■松山ケンイチ・■6代目桂文枝（桂三枝）・■北村英治・■佐渡裕・■向井千秋・■山下洋輔

### 2012年
- 1月 - ■名取裕子・■妹尾河童・■桂文枝・■北村英治・■佐渡裕・■向井千秋・■山川静夫・■松山ケンイチ・■山下洋輔・■坂本廣子・■坂本洋子（主婦/里親）・■梓みちよ・■藤山新太郎
- 2月 - ■高橋惠子・■荻野アンナ・■小日向文世・■三田誠広・■城戸崎愛・■町田宗鳳・■結城登美雄・■山川静夫・■藤森照信・■増田明美・■垣添忠生・■糸井重里・■宮田亮平
- 3月 - ■十朱幸代・■有馬稲子・■増田明美・■垣添忠生・■糸井重里・■宮田亮平・■玄侑宗久・■山川静夫・■ト字たかお・■國村隼・■早乙女勝元・■山折哲雄
- 4月 - ■中村メイコ・■小泉武夫（人生"私"流）・■西郷輝彦・■和久井映見・■長田弘・■辰巳芳子・■山川静夫・■C・W・ニコル・■9代目林家正蔵（オトナの生き方）・■杉野行雄（人生"私"流）・■本川達雄・■君原健二・■加賀乙彦
- 5月 - ■吉村作治・■ねじめ正一・■三上博史・■大林宣彦・■熊谷喜八・■上遠恵子・■後藤正治・■入江たまよ・■志村ふくみ・■辻村寿三郎・■市田ひろみ・■サンディー・■吉松隆・■西郷輝彦・■井上堯之・■山川静夫・■柳生博・■縣秀彦・■小川三夫・■夢枕獏
- 6月 - ■小田島雄志・■今井通子・■山川静夫・■寺内タケシ・■深田恭子・■姜尚中・■大田昌秀・■佐藤卯一・■小川さやか・■角谷敏夫・■黒田杏子・■瞳みのる・■井上由季子・■小山薫堂・■安奈淳・■五木ひろし
- 7月 - ■田中優子・■中村昌枝・■五木ひろし・■山川静夫・■山﨑努・■太田和彦・■岡田芳朗・■三浦しをん・■天野隆子・■有森裕子・■髙樹のぶ子・■倍賞千恵子・■小松和彦・■いっこく堂
- 8月 - ■矢野誠一・■樋口久子・■山川静夫・■吉幾三・■大沢在昌・■福のり子・■上野誠・■安田依央・■桑村綾・■千種清美・■中橋安彦・■安藤久蔵・■小松和彦・■小山明子・■田部井淳子・■南伸坊
- 9月 - ■宮本信子・■森下洋子・■山川静夫・■田部井淳子・■森昌子・■阿部了・阿部直美・■伊勢正三・■余貴美子・■佐藤剛・■若杉友子・■渋谷正信・■野田大燈・■南研子・■川渕圭一・■森健・■的川泰宣・雨谷麻世
- 10月 - ■荒木経惟・■山川静夫・■田部井淳子・■世良公則・■大江健三郎・■坂東元・■永幡嘉之・■宮脇昭・■多賀洋子・■やなせなな・■関口祐加・■串田和美・■高橋エミ
- 11月 - ■内館牧子・■山川静夫・■田部井淳子・■平良とみ・■山田満知子・■菊池武夫・■宮本輝・■高橋尚子・■安岡定子・■白石敬子・■中村ユキ・■伊藤智也・■マイク・モラスキー・■春雨や落雷・■谷山浩子・■大岡玲・■内海桂子・■結城未来
- 12月 - ■井上史雄・■山川静夫・■田部井淳子・■戸田奈津子・■藤田三保子・■堺次夫・■松任谷正隆・■（世）イスラエル・バジャノ・モレノ・■（世）森口瑤子・■山田久志・■渡部保子・■三舩優子・■川嶋みどり・■木野花

### 2013年
- 1月 - ■馬場あき子・■マギー司郎・■山川静夫・■田部井淳子・■三浦雄一郎・■畑村洋太郎・■三宅一生・■長谷川裕也・■天童荒太・■篠塚建次郎・■河野保人・■横山秀夫・■（世）イスラエル・バジャノ・モレノ/森口瑤子
- 2月 - ■平岩弓枝・■早坂暁・■山川静夫・■田部井淳子・■諏訪内晶子・■阿刀田高・■加古隆・■鍛冶恵・■工藤夕貴・■寺井尚子・■村上弘明・■流山児祥・■阿川泰子
- 3月 - ■大内順子・■鷲田清一・■山川静夫・■田部井淳子・■蓮池薫・■伊東豊雄・■松井五郎・■山田五郎・■村上龍・■吉永馨・■夏苅郁子・■（世）アッシュリーン・ブレーデン/冨山洋司・■財津和夫
- 4月 - ■樹木希林・■山川静夫・■田部井淳子・■佐々木洋・■赤松陽構造・■（わ）毛利衛・■田口壮・■風間深志・■関口均・■加藤友朗・■池谷薫
- 5月 - ■下重暁子・■山川静夫・■田部井淳子・■八名信夫・■沢木耕太郎・■三遊亭竜楽・■杉原満・■大野裕之・■岡野雄一・■（世）ダニエラ・ニコロヴァ/石坂史朗・■（ロ・ラジオ音楽便）グッチ裕三・クミコ
- 6月 - ■養老孟司・■山川静夫・■田部井淳子・■佐々木洋・■杉原満・■でんでん・■（わ）井上陽水・■藤田紘一郎・■梁英姫・■神野美伽・■湯浅誠・■平田満・■藤嶋昭・■（コ）大沢桃子
- 7月 - ■美輪明宏・■山川静夫・■田部井淳子・■佐々木洋・■杉原満・■夏苅郁子・■村松謙一・■日比野克彦・■高牧康・■葉室麟・■アントニオ古賀・■大塚宣夫・■米沢富美子・■林聖子・■末永蒼生
- 8月 - ■伊東四朗・■山川静夫・■田部井淳子・■佐々木洋・■杉原満・■米倉斉加年・■鈴木敏夫・■山田純大・■斉藤房太郎・■吉田敬三・■惣万佳代子・■芳賀綏・■大河内祥晴・■折元立身・■（世）エドワード・トゥリプコヴィッチ片山/マサボ・イザベル・ナオミ
- 9月 - ■松尾貴史・■山川静夫・■田部井淳子・■佐々木洋・■杉原満・■平野啓一郎・■（わ）久本雅美・■上杉春雄・■（ロ・ラジオ音楽便）ささきいさお・■渡辺香津美・■木村孝禅・■山口恵以子
- 10月 - ■大竹まこと・■山川静夫・■田部井淳子・■佐々木洋・■杉原満・■荒井良二・■ドン小西・■木皿泉・■伊東裕・■山田二郎・■国本武春・■伊奈かっぺい・■山下純司・■（世）石川・コロン　えりか/菊川穣・■(戦・平)高遠菜穂子・■(戦・平)神直子・■(戦・平)山田清一郎・■(戦・平)蟻塚亮二・■志藤洋子・■梶野清子・■大日向雅美
- 11月 - ■所ジョージ・■山川静夫・■田部井淳子・■佐々木洋・■杉原満・■冨田勲・■（わ）林望・■大蔵暢・■大庭照子・■小山実稚恵・■澤田長二郎・■伊藤礼・■半藤一利・■金澤泰子・■（コ）堺すすむ
- 12月 - ■徳光和夫・■山川静夫・■田部井淳子・■佐々木洋・■杉原満・■関口圭子・■やまさき十三・■六車由実・■（わ）中島誠之助・■工藤泰志・■高山なおみ・■和泉雅子・■木之下晃・■原口純子・■西村史・■広河隆一・■森田りえ子

### 2014年
- 1月 - ■山川静夫、■田部井淳子、■佐々木洋、■杉原満、■ミッキー吉野、■塩崎均、■神保浩、■枡野俊明、■山口育子、■甲にしき、■西加奈子、■三遊亭円丈、■柏木博、■岸のりこ、■（わ）千住真理子、■ヤマザキマリ
- 2月 - ■山川静夫、■田部井淳子、■佐々木洋、■杉原満、■大泰司紀之、■深草アキ、■西多昌規、■毒蝮三太夫、■鹿島茂、■篠原有司男・篠原乃り子、■（世）岸本力・タチヤナ・ゴロホア、■野口五郎、■織作峰子、■（わ）尾車親方、■挾土秀平
- 3月 - ■山川静夫、■田部井淳子、■佐々木洋、■杉原満、■久坂部羊、■中村桂子、■新沼謙治、■万城目学、■古市憲寿・上野千鶴子、■リシャール・コラス、■江刺由紀子、■一條玉枝、■田渕久美子、■大友良英

2014年4月からの色の凡例（人名の前）
- ■　「知って得する"大人の日本語"」（〜2015年2月）
- ■　「萩本欽一の人間塾」
- ■　「ないとエッセー」、（ス）とあるのは、「スポーツ名場面の裏側で」を示す。
- ■　「列島インタビュー」
- ■　「オトナのリクエストアワー」、（生）とあるのは、「生き方"わたし"流」を示す。
- ■　「（その他の）インタビュー企画」、（人）とあるのは、「人権インタビュー」を示す。
- ■　「明日へのことば」
- ■　「深夜便のつどい」、（新）とあるのは、「新春インタビュー」を示す。
- ■　「オトナの教養講座」
- ■　「昭和史を味わう」
- ■　「わたしのアート交遊録」
- ■　「わたしの"がむしゃら"時代」、（戦・平）とあるのは、「戦争・平和インタビュー」を示す。
- ■　「インタビュー〜世界の音楽と文化」
- ■　「特集・ロマンチックコンサート」、（わ）とあるのは、「わが心の人」を示す。
- ■　「母を語る」、（乗）とあるのは、「乗りものアラカルト」を示す。
- ■　「自然を楽しむ」

- 4月 - ■田部井淳子、■佐々木洋、■杉原満、■保阪正康、■臼井二美男、■市口桂子、■末井昭、■小森邦衛、■服部文祥、■おおつきちひろ、■古市憲寿・上野千鶴子、■水森亜土、■佐藤卓
- 5月 - ■田部井淳子、■佐々木洋、■杉原満、■保阪正康、■山本博文、■大杉正明、■安岡定子、■結城昌子、■関根勤、■東洋一、■井上萬二、■節子・クロソウスキー・ド・ローラ・伯爵夫人、■春風亭昇太、■セルダヘイ・イシュトヴァーン・横井雅子、■（生）クミコ、■（生）マロン、■森下辰衛
- 6月 - ■田部井淳子、■佐々木洋、■杉原満、■保阪正康、■山本博文、■大杉正明、■安岡定子、■結城昌子、■堀内孝雄、■野口義弘、■永山久夫、■関勉、■（生）桜庭一樹、■アンミカ、■ケーシー高峰
- 7月 - ■田部井淳子、■佐々木洋、■杉原満、■保阪正康、■山本博文、■大杉正明、■安岡定子、■結城昌子、■森公美子、■堀祐吉、■堀田健一、■張景子、■石川文洋、■上原ひろみ、■4代目江戸家猫八
- 8月 - ■田部井淳子、■佐々木洋、■杉原満、■保阪正康、■山本博文、■大杉正明、■安岡定子、■結城昌子、■大林素子、■宮本憲一、■雨宮剛、■（生）八木倫明、■竹下景子、■東山香子、■ロサ・カルデナス・福井千鶴、■千葉作龍、■（わ）中島さなえ、■中村雅俊
- 9月 - ■田部井淳子、■佐々木洋、■杉原満、■保阪正康、■山本博文、■結城昌子、■金田一秀穂、■（生）杣田美野里、■德川恒孝、■大木晴子、■大井玄、■小椋佳、■本岡典子、■オール巨人
- 10月 - ■田部井淳子、■佐々木洋、■杉原満、■保阪正康、■山本博文、■大杉正明、■安岡定子、■結城昌子、■パックンマックン、■相原恭子、■高橋淳、■（戦・平）早志百合子、■（戦・平）杉山千佐子、■（生）寒川一、■大西清右衛門、■池上季実子、■植田紳爾
- 11月 - ■田部井淳子、■佐々木洋、■杉原満、■保阪正康、■山本博文、■大杉正明、■安岡定子、■結城昌子、■タモリ、■イラン・ヤニツキー、■守時タツミ、■山崎まゆみ、■（乗）伊藤健三、■（生）高橋正実、■大下大圓、■夏木マリ、■湯原昌幸
- 12月 - ■田部井淳子、■佐々木洋、■杉原満、■保阪正康、■山本博文、■大杉正明、■安岡定子、■結城昌子、■紺野美沙子、■イサム・ブカーリ・郡司みさお、■熊岡路矢、■（生）佐藤洋一郎、■中宮紀伊子、■今井義典、■戸田恵子、■小池龍之介

### 2015年
- 1月 - ■田部井淳子、■佐々木洋、■杉原満、■保阪正康、■山本博文、■安岡定子、■結城昌子、■南こうせつ、■（新）国府弘子、■西川ヘレン、■タクシー・サウダージ、■（生）あらひろこ、■宮本亜門、■矢野顕子、■東儀秀樹
- 2月 - ■田部井淳子、■佐々木洋、■杉原満、■保阪正康、■山本博文、■大杉正明、■安岡定子、■結城昌子、■富田隆、■（生）佐々涼子、■オーライ・タロー、■（人）梅尾朱美、■米澤穂信
- 3月 - ■田部井淳子、■佐々木洋、■杉原満、■保阪正康、■山本博文、■大杉正明、■安岡定子、■結城昌子、■中尾彬、■レシャード・カレッド、■マルタ・セラヤンディア・細野昭雄、■（生）宇梶剛士、■小俣雅子、■（ス）張本勲

2015年4月からの色の凡例（人名の前）
- ■　「気になる日本語」
- ■　「萩本欽一の人間塾」
- ■　「ないとエッセー」
- ■　「列島インタビュー」
- ■　「生き方"わたし"流」（〜2016年3月）→「人生のみちしるべ」（2016年4月〜）
- ■　「スポーツ名場面の裏側で」
- ■　「明日へのことば」
- ■　「深夜便のつどい」
- ■　「オトナの教養講座」
- ■　「昭和史を味わう」
- ■　「わたしのアート交遊録」
- ■　「わたしの"がむしゃら"時代」
- ■　「インタビュー〜世界の音楽と文化」
- ■　「わが心の人」
- ■　「母を語る」
- ■　「自然を楽しむ」（〜2016年3月）→「深夜便文化部」（2016年4月〜）
- ■　「人ありて街は生き」
- ■　「（その他の）インタビュー企画」
- ■　「音の絵本〜日本と世界の昔話〜」
- ■　「公開復興サポート〜明日へ〜」
- ■　「戦争・平和インタビュー」
- ■　「乗りものアラカルト」
- ■　「人権インタビュー」
- ■　「新春インタビュー」
- ■　「わたし終いの極意」
- ■　「トキメキ☆相聞歌」
- ■　「朗読の愉しみ」
- ■　「絶望名言を味わう」
- ■　「芸の道 輝きつづけて」
- ■　「にっぽんの音」
- ■　「墓を訪ねて三千里」
- ■　「歴史に親しむ」
- ■　「春風亭昇太のレコード道楽」
- ■　「舌の記憶〜あの時あの味〜」
- ■　「時代を創った声」

- 4月 - ■田部井淳子、■佐々木洋、■塩田雄大、■保阪正康、■山本博文、■大杉正明、■安岡定子、■ジュディ・オング、■宮澤政男、■ピーコ、■4代目中村鴈治郎、■宮本亜門、■早川義夫、■壇蜜、■張本勲
- 5月 - ■田部井淳子、■佐々木洋、■塩田雄大、■保阪正康、■山本博文、■大杉正明、■安岡定子、■結城昌子、■森末慎二、■守時タツミ、■川口有美子、■佐藤愛子、■川上ミネ、■中川李枝子、■伊藤真、■はるな愛、■ピーター・バラカン
- 6月 - ■田部井淳子、■佐々木洋、■塩田雄大、■保阪正康、■山本博文、■大杉正明、■安岡定子、■結城昌子、■今尾恵介、■酒井政利、■守時タツミ、■岡本喜代子、■段躍中、■長門ティアナ・柴宜弘、■大内征、■宇佐元恭一、■川上ミネ、■高木康政
- 7月 - ■佐々木洋、■塩田雄大、■保阪正康、■山本博文、■大杉正明、■安岡定子、■結城昌子、■今尾恵介、■ピーター、■守時タツミ、■大城光代、■松坂慶子、■海勢頭豊
- 8月 - ■田部井淳子、■佐々木洋、■保阪正康、■山本博文、■大杉正明、■安岡定子、■結城昌子、■見城美枝子、■守時タツミ、■佐竹直子、■深谷敏雄・深谷富美子、■三上智恵、■佐久間智之、■八代亜紀、■栁澤寿男
- 9月 - ■田部井淳子、■佐々木洋、■塩田雄大、■保阪正康、■山本博文、■大杉正明、■安岡定子、■結城昌子、■今尾恵介、■小堺一機、■土田喜代一、■具志堅隆松、■アリナ・アシェチェブコワ・加藤登紀子、■むのたけじ、■熊谷晋一郎、■保田麻友、■辻口博啓
- 10月 - ■田部井淳子、■佐々木洋、■塩田雄大、■保阪正康、■山本博文、■大杉正明、■安岡定子、■結城昌子、■橋幸夫、■守時タツミ、■伊藤健三、■海老彰子、■西田賢司、■中村由利子、■坂田おさむ
- 11月 - ■田部井淳子、■佐々木洋、■塩田雄大、■保阪正康、■山本博文、■大杉正明、■安岡定子、■結城昌子、■今陽子、■守時タツミ、■花森良郎、■志村真介、■栗原美穂、■江守徹
- 12月 - ■田部井淳子、■佐々木洋、■塩田雄大、■保阪正康、■山本博文、■大杉正明、■安岡定子、■結城昌子、■今尾恵介、■尾藤イサオ、■守時タツミ、■那須正幹、■ゾマホン・ルフィン、■柴田れいこ、■中村征夫

### 2016年
- 1月 - ■田部井淳子、■佐々木洋、■塩田雄大、■保阪正康、■山本博文、■大杉正明、■安岡定子、■結城昌子、■水前寺清子、■守時タツミ、■菊池良和、■西畠清順、■土師守、■篠崎永育、■佐伯泰英、■堤剛、■名知仁子、■桂歌丸、■橋本裕子、■さかなクン
- 2月 - ■田部井淳子、■佐々木洋、■塩田雄大、■保阪正康、■大杉正明、■安岡定子、■結城昌子、■今尾恵介、■内藤大助、■守時タツミ、■平良仁雄、■丹野智文、■愛甲次郎、■篠原勝之、■長谷川ゆき、■マーティ・フリードマン
- 3月 - ■田部井淳子、■佐々木洋、■塩田雄大、■保阪正康、■山本博文、■大杉正明、■安岡定子、■結城昌子、■東貴博、■守時タツミ、■平間至、■松尾清晴、■和合亮一、■杉本彩、■天童荒太
- 4月 - ■田部井淳子、■塩田雄大、■保阪正康、■山本博文、■大杉正明、■安岡定子、■結城昌子、■木の実ナナ、■守時タツミ、■松尾清晴、■菅原洋一、■小日向文世
- 5月 - ■結城昌子、■塩田雄大、■保阪正康、■山本博文、■大杉正明、■野矢茂樹、■木の実ナナ、■所ジョージ、■守時タツミ、■阿木燿子・石田純一、■菅原洋一、■小日向文世、■秋沢志篤、■樋口恵子、■伊藤健三
- 6月 - ■結城昌子、■塩田雄大、■保阪正康、■山本博文、■大杉正明、■野矢茂樹、■安岡定子、■所ジョージ、■錦野旦、■守時タツミ、■阿木燿子、■平野文史郎、■木村東吉、■かこさとし、■阿部絢子、■是枝裕和、■秋沢志篤、■草笛光子、■小堺一機
- 7月 - ■結城昌子、■塩田雄大、■保阪正康、■山本博文、■大杉正明、■野矢茂樹、■野口五郎、■守時タツミ、■かこさとし、■ギジェルモ・エギアルテ・坂本悠、■梅木信子、■松島啓昇、■斎藤一郎、■橘芳慧、■伊藤健三、■荒木香織、■吉増剛造
- 8月 - ■結城昌子、■塩田雄大、■保阪正康、■山本博文、■大杉正明、■野矢茂樹、■渡辺徹、■守時タツミ、■阿刀田高・阿刀田慶子、■カオリ・ナラ・ターナー、■アラン・ウエスト、■奥野滋子、■木津川計、■田中修、■成毛眞、■小林幸子、■三遊亭究斗
- 9月 - ■結城昌子、■塩田雄大、■保阪正康、■山本博文、■大杉正明、■野矢茂樹、■安岡定子、■石田純一、■岡村幸宣、■森重昭、■先川祐次、■武藤聡、■平山優、■頭木弘樹、■未盛千枝子、■新沼謙治、■渡辺總子、■オール巨人
- 10月 - ■結城昌子、■塩田雄大、■保阪正康、■山本博文、■大杉正明、■野矢茂樹、■デーモン閣下・壇蜜・一噌幸弘、■守時タツミ、■柴田博、■古木謙三、■佐々木雅弘、■カジポン・マルコ・残月、■バギロフ・フアド・やまもときょうこ、■海部陽介、■小林弘幸、■糸川昌成、■パン・ウェイ、■13世茂山千五郎、■coba、■白石加代子、■あべ弘士
- 11月 - ■結城昌子、■塩田雄大、■保阪正康、■山本博文、■大杉正明、■野矢茂樹、■安岡定子、■小松政夫、■守時タツミ、■林容子、■問藤道子、■内山春雄、■花千代、■戸田恵子、■室井摩耶子、■岩崎淑、■黒田昌弘、■澤地久枝、■木村迪夫、■渡辺博栄、■山村紅葉、■室伏広治
- 12月 - ■結城昌子、■塩田雄大、■保阪正康、■山本博文、■大杉正明、■野矢茂樹、■山本晋也、■守時タツミ、■阿木燿子・石田純一、■伊藤健三、■津村節子、■金原端人、■山下一穂・みどり、■宮林幸江、■頭木弘樹、■新納季温子、■安田享平、■堀口茉純、■肝付兼太、■ガリナ・メイルーニエネ、■堀木エリ子、■池上彰、■阿川佐和子、■佐々木則夫

### 2017年
- 1月 - ■結城昌子、■塩田雄大、■保阪正康、■山本博文、■大杉正明、■野矢茂樹、■中野浩一、■守時タツミ、■一噌幸弘・大藏基誠・高桑いづみ、■中川越、■小檜山博、■久山公明、■西村元一、■久保厚子、■藤井美登利、■小酒部さやか、■杉井ひとみ、■東俊裕、■田尻由貴子、■本郷由美子、■長田渚佐、■佐伯チズ、■あさのあつこ、■五味太郎、■坂本冬美、■桃月庵白酒